# Llista d'asteroides (399001-400000)
Llista d'asteroides del 399.001 al 400.000, amb data de descoberta i descobridor. És un fragment de la llista d'asteroides completa. Als asteroides se'ls dona un número quan es confirma la seva òrbita, per tant apareixen llistats aproximadament segons la data de descobriment.

## 399001-399100
| Nom    | Designació provisional | Data de descobriment   | Lloc de descobriment | Descobridor/s          |
| ------ | ---------------------- | ---------------------- | -------------------- | ---------------------- |
| 399001 | 2013 FE19              | 25 de setembre de 2006 | Mount Lemmon         | Mt. Lemmon Survey      |
| 399002 | 2013 FC23              | 17 de març de 2004     | Kitt Peak            | Spacewatch             |
| 399003 | 2013 FM26              | 7 de febrer de 2002    | Socorro              | LINEAR                 |
| 399004 | 2013 GW3               | 11 de setembre de 2004 | Kitt Peak            | Spacewatch             |
| 399005 | 2013 GZ8               | 22 de juliol de 2010   | WISE                 | WISE                   |
| 399006 | 2013 GX9               | 16 de març de 2002     | Socorro              | LINEAR                 |
| 399007 | 2013 GV10              | 11 de març de 2007     | Kitt Peak            | Spacewatch             |
| 399008 | 2013 GH11              | 25 de juliol de 2010   | WISE                 | WISE                   |
| 399009 | 2013 GT12              | 9 de febrer de 2008    | Mount Lemmon         | Mt. Lemmon Survey      |
| 399010 | 2013 GJ16              | 29 d'abril de 2003     | Kitt Peak            | Spacewatch             |
| 399011 | 2013 GF19              | 26 de juliol de 1998   | Caussols             | ODAS                   |
| 399012 | 2013 GM22              | 5 de març de 2008      | Mount Lemmon         | Mt. Lemmon Survey      |
| 399013 | 2013 GE27              | 10 de novembre de 1999 | Kitt Peak            | Spacewatch             |
| 399014 | 2013 GU27              | 3 de febrer de 2008    | Mount Lemmon         | Mt. Lemmon Survey      |
| 399015 | 2013 GA33              | 10 d'abril de 2005     | Mount Lemmon         | Mt. Lemmon Survey      |
| 399016 | 2013 GM35              | 2 de desembre de 2010  | Mount Lemmon         | Mt. Lemmon Survey      |
| 399017 | 2013 GH38              | 30 d'octubre de 2005   | Kitt Peak            | Spacewatch             |
| 399018 | 2013 GO48              | 26 de març de 2004     | Kitt Peak            | Spacewatch             |
| 399019 | 2013 GT55              | 9 de març de 2005      | Catalina             | CSS                    |
| 399020 | 2013 GZ55              | 23 de setembre de 2009 | Mount Lemmon         | Mt. Lemmon Survey      |
| 399021 | 2013 GH59              | 5 de novembre de 1999  | Kitt Peak            | Spacewatch             |
| 399022 | 2013 GT71              | 9 de març de 2007      | Mount Lemmon         | Mt. Lemmon Survey      |
| 399023 | 2013 GB83              | 20 de maig de 2004     | Campo Imperatore     | CINEOS                 |
| 399024 | 2013 GG85              | 10 de juliol de 2004   | Catalina             | CSS                    |
| 399025 | 2013 GV91              | 13 de març de 2007     | Catalina             | CSS                    |
| 399026 | 2013 GD92              | 14 de març de 2007     | Catalina             | CSS                    |
| 399027 | 2013 GG119             | 7 d'octubre de 2004    | Kitt Peak            | Spacewatch             |
| 399028 | 2013 GX125             | 11 de setembre de 2004 | Kitt Peak            | Spacewatch             |
| 399029 | 2013 GT134             | 29 de setembre de 2009 | Mount Lemmon         | Mt. Lemmon Survey      |
| 399030 | 2013 HK4               | 18 de desembre de 2003 | Kitt Peak            | Spacewatch             |
| 399031 | 2013 HM13              | 1 de juny de 2005      | Anderson Mesa        | LONEOS                 |
| 399032 | 2013 HK18              | 10 de març de 2007     | Mount Lemmon         | Mt. Lemmon Survey      |
| 399033 | 2013 HT22              | 1 d'octubre de 2010    | Mount Lemmon         | Mt. Lemmon Survey      |
| 399034 | 2013 HM23              | 22 de juliol de 2010   | WISE                 | WISE                   |
| 399035 | 2013 HZ23              | 30 d'octubre de 2010   | Kitt Peak            | Spacewatch             |
| 399036 | 2013 HM34              | 26 de gener de 2000    | Kitt Peak            | Spacewatch             |
| 399037 | 2013 HJ50              | 13 d'octubre de 1999   | Kitt Peak            | Spacewatch             |
| 399038 | 2013 HT53              | 21 de setembre de 2009 | Catalina             | CSS                    |
| 399039 | 2013 HB65              | 13 d'octubre de 2004   | Kitt Peak            | Spacewatch             |
| 399040 | 2013 HN126             | 10 de novembre de 2010 | Mount Lemmon         | Mt. Lemmon Survey      |
| 399041 | 2013 JA4               | 9 d'abril de 2002      | Kitt Peak            | Spacewatch             |
| 399042 | 2013 JL5               | 29 de desembre de 2011 | Mount Lemmon         | Mt. Lemmon Survey      |
| 399043 | 2013 JZ17              | 19 de setembre de 2006 | Catalina             | CSS                    |
| 399044 | 2013 JF33              | 15 de maig de 2002     | Anderson Mesa        | LONEOS                 |
| 399045 | 2013 JJ45              | 19 de maig de 2004     | Kitt Peak            | Spacewatch             |
| 399046 | 2013 JU61              | 3 de novembre de 2004  | Kitt Peak            | Spacewatch             |
| 399047 | 2013 KZ3               | 1 d'octubre de 2003    | Kitt Peak            | Spacewatch             |
| 399048 | 2013 KB4               | 30 de setembre de 2006 | Mount Lemmon         | Mt. Lemmon Survey      |
| 399049 | 2013 KS17              | 29 de juliol de 2008   | Mount Lemmon         | Mt. Lemmon Survey      |
| 399050 | 2013 LF                | 30 de setembre de 2010 | Mount Lemmon         | Mt. Lemmon Survey      |
| 399051 | 2013 LA28              | 5 de juliol de 2005    | Kitt Peak            | Spacewatch             |
| 399052 | 2013 LV34              | 8 de gener de 2006     | Mount Lemmon         | Mt. Lemmon Survey      |
| 399053 | 2013 PD54              | 30 de setembre de 2003 | Kitt Peak            | Spacewatch             |
| 399054 | 2013 QP59              | 20 de novembre de 2000 | Socorro              | LINEAR                 |
| 399055 | 2013 TL45              | 26 de novembre de 2005 | Mount Lemmon         | Mt. Lemmon Survey      |
| 399056 | 2013 WN69              | 4 d'octubre de 2004    | Kitt Peak            | Spacewatch             |
| 399057 | 2013 YX15              | 10 de maig de 2007     | Mount Lemmon         | Mt. Lemmon Survey      |
| 399058 | 2013 YH19              | 28 d'octubre de 2008   | Kitt Peak            | Spacewatch             |
| 399059 | 2013 YF28              | 14 d'abril de 2007     | Mount Lemmon         | Mt. Lemmon Survey      |
| 399060 | 2013 YV29              | 31 de maig de 2006     | Mount Lemmon         | Mt. Lemmon Survey      |
| 399061 | 2013 YF31              | 16 de novembre de 2000 | Kitt Peak            | Spacewatch             |
| 399062 | 2013 YW80              | 21 de febrer de 2006   | Catalina             | CSS                    |
| 399063 | 2013 YA85              | 24 de març de 2006     | Anderson Mesa        | LONEOS                 |
| 399064 | 2013 YQ139             | 2 de febrer de 2005    | Catalina             | CSS                    |
| 399065 | 2014 BQ2               | 5 de juliol de 2003    | Kitt Peak            | Spacewatch             |
| 399066 | 2014 BK23              | 3 de febrer de 2001    | Kitt Peak            | Spacewatch             |
| 399067 | 2014 BG37              | 14 de març de 2004     | Kitt Peak            | Spacewatch             |
| 399068 | 2014 BQ46              | 26 de desembre de 2006 | Kitt Peak            | Spacewatch             |
| 399069 | 2014 BL59              | 12 de desembre de 1999 | Kitt Peak            | Spacewatch             |
| 399070 | 2014 CW11              | 13 de gener de 2000    | Kitt Peak            | Spacewatch             |
| 399071 | 2014 CX19              | 13 de febrer de 2010   | Mount Lemmon         | Mt. Lemmon Survey      |
| 399072 | 2014 CZ20              | 27 de setembre de 2003 | Kitt Peak            | Spacewatch             |
| 399073 | 2014 CX21              | 27 de març de 2003     | Kitt Peak            | Spacewatch             |
| 399074 | 2014 CX22              | 2 d'abril de 2006      | Mount Lemmon         | Mt. Lemmon Survey      |
| 399075 | 2014 CJ23              | 10 d'octubre de 2012   | Mount Lemmon         | Mt. Lemmon Survey      |
| 399076 | 2014 DC5               | 12 de setembre de 2007 | Kitt Peak            | Spacewatch             |
| 399077 | 2014 DB9               | 28 d'abril de 2003     | Kitt Peak            | Spacewatch             |
| 399078 | 2014 DS12              | 20 de novembre de 2006 | Kitt Peak            | Spacewatch             |
| 399079 | 2014 DV12              | 19 de gener de 2008    | Mount Lemmon         | Mt. Lemmon Survey      |
| 399080 | 2014 DO13              | 17 d'abril de 2009     | Catalina             | CSS                    |
| 399081 | 2014 DQ13              | 28 d'abril de 1997     | Kitt Peak            | Spacewatch             |
| 399082 | 2014 DZ13              | 1 d'abril de 2009      | XuYi                 | PMO NEO Survey Program |
| 399083 | 2014 DM14              | 12 de desembre de 2004 | Kitt Peak            | Spacewatch             |
| 399084 | 2014 DS14              | 18 de novembre de 2008 | Kitt Peak            | Spacewatch             |
| 399085 | 2014 DU14              | 16 de gener de 2008    | Kitt Peak            | Spacewatch             |
| 399086 | 2014 DZ14              | 2 d'octubre de 2003    | Kitt Peak            | Spacewatch             |
| 399087 | 2014 DE20              | 20 de setembre de 1995 | Kitt Peak            | Spacewatch             |
| 399088 | 2014 DC21              | 15 d'octubre de 2004   | Mount Lemmon         | Mt. Lemmon Survey      |
| 399089 | 2014 DT28              | 11 d'abril de 2005     | Kitt Peak            | Spacewatch             |
| 399090 | 2014 DU31              | 8 de febrer de 2002    | Socorro              | LINEAR                 |
| 399091 | 2014 DG32              | 17 d'octubre de 2009   | Mount Lemmon         | Mt. Lemmon Survey      |
| 399092 | 2014 DA33              | 22 d'octubre de 2006   | Kitt Peak            | Spacewatch             |
| 399093 | 2014 DL34              | 13 de gener de 2010    | WISE                 | WISE                   |
| 399094 | 2014 DD35              | 28 de maig de 1997     | Kitt Peak            | Spacewatch             |
| 399095 | 2014 DR37              | 20 de gener de 2009    | Mount Lemmon         | Mt. Lemmon Survey      |
| 399096 | 2014 DZ37              | 1 de febrer de 2009    | Mount Lemmon         | Mt. Lemmon Survey      |
| 399097 | 2014 DS38              | 23 de maig de 2006     | Anderson Mesa        | LONEOS                 |
| 399098 | 2014 DY41              | 1 d'octubre de 2008    | Catalina             | CSS                    |
| 399099 | 2014 DR46              | 9 d'octubre de 2005    | Kitt Peak            | Spacewatch             |
| 399100 | 2014 DF47              | 26 de setembre de 2006 | Kitt Peak            | Spacewatch             |

## 399101-399200
| Nom    | Designació provisional | Data de descobriment   | Lloc de descobriment | Descobridor/s        |
| ------ | ---------------------- | ---------------------- | -------------------- | -------------------- |
| 399101 | 2014 DJ48              | 1 d'abril de 2011      | Kitt Peak            | Spacewatch           |
| 399102 | 2014 DG53              | 12 d'octubre de 2005   | Kitt Peak            | Spacewatch           |
| 399103 | 2014 DC56              | 19 de desembre de 2007 | Kitt Peak            | Spacewatch           |
| 399104 | 2014 DE58              | 26 de març de 2003     | Kitt Peak            | Spacewatch           |
| 399105 | 2014 DM61              | 12 de març de 2010     | Mount Lemmon         | Mt. Lemmon Survey    |
| 399106 | 2014 DU62              | 24 de desembre de 2005 | Kitt Peak            | Spacewatch           |
| 399107 | 2014 DU72              | 27 d'octubre de 2008   | Mount Lemmon         | Mt. Lemmon Survey    |
| 399108 | 2014 DH75              | 15 de març de 2007     | Mount Lemmon         | Mt. Lemmon Survey    |
| 399109 | 2014 DY75              | 10 de març de 2003     | Kitt Peak            | Spacewatch           |
| 399110 | 2014 DF76              | 23 de març de 1996     | Kitt Peak            | Spacewatch           |
| 399111 | 2014 DR79              | 14 d'abril de 2005     | Kitt Peak            | Spacewatch           |
| 399112 | 2014 DP85              | 5 d'abril de 2003      | Kitt Peak            | Spacewatch           |
| 399113 | 2014 DT85              | 7 de novembre de 2012  | Mount Lemmon         | Mt. Lemmon Survey    |
| 399114 | 2014 DD97              | 13 de març de 2011     | Mount Lemmon         | Mt. Lemmon Survey    |
| 399115 | 2014 DU97              | 12 de febrer de 2008   | Mount Lemmon         | Mt. Lemmon Survey    |
| 399116 | 2014 DT103             | 19 de juliol de 2004   | Anderson Mesa        | LONEOS               |
| 399117 | 2014 DU113             | 29 de març de 2008     | Catalina             | CSS                  |
| 399118 | 2014 DV115             | 13 d'abril de 1996     | Kitt Peak            | Spacewatch           |
| 399119 | 2014 DE122             | 9 de març de 2005      | Kitt Peak            | Spacewatch           |
| 399120 | 2014 DL122             | 24 de setembre de 2008 | Mount Lemmon         | Mt. Lemmon Survey    |
| 399121 | 2014 DG124             | 27 de març de 2003     | Kitt Peak            | Spacewatch           |
| 399122 | 2014 DY131             | 28 d'agost de 2006     | Kitt Peak            | Spacewatch           |
| 399123 | 2014 DU132             | 15 de març de 2004     | Kitt Peak            | Spacewatch           |
| 399124 | 2014 DL133             | 27 de gener de 2007    | Kitt Peak            | Spacewatch           |
| 399125 | 2014 DH134             | 12 d'octubre de 2005   | Kitt Peak            | Spacewatch           |
| 399126 | 2014 DY139             | 13 de febrer de 2010   | Mount Lemmon         | Mt. Lemmon Survey    |
| 399127 | 2014 DS140             | 24 de novembre de 2003 | Kitt Peak            | Spacewatch           |
| 399128 | 2014 DL141             | 15 de maig de 2004     | Socorro              | LINEAR               |
| 399129 | 2014 EB                | 11 de març de 2010     | WISE                 | WISE                 |
| 399130 | 2014 EW1               | 9 de desembre de 2004  | Kitt Peak            | Spacewatch           |
| 399131 | 2014 EB5               | 30 d'octubre de 2005   | Kitt Peak            | Spacewatch           |
| 399132 | 2014 EK7               | 12 de setembre de 2007 | Mount Lemmon         | Mt. Lemmon Survey    |
| 399133 | 2014 ES10              | 22 de setembre de 1995 | Kitt Peak            | Spacewatch           |
| 399134 | 2014 ES15              | 8 de novembre de 2007  | Mount Lemmon         | Mt. Lemmon Survey    |
| 399135 | 2014 EK17              | 18 de març de 2004     | Kitt Peak            | Spacewatch           |
| 399136 | 2014 EX17              | 1 de novembre de 2008  | Mount Lemmon         | Mt. Lemmon Survey    |
| 399137 | 2014 EG18              | 10 de setembre de 2007 | Kitt Peak            | Spacewatch           |
| 399138 | 2014 EH18              | 17 de gener de 2005    | Kitt Peak            | Spacewatch           |
| 399139 | 2014 EK20              | 5 de desembre de 2005  | Mount Lemmon         | Mt. Lemmon Survey    |
| 399140 | 2014 ES20              | 16 d'agost de 2009     | Kitt Peak            | Spacewatch           |
| 399141 | 2014 ES21              | 15 de gener de 2008    | Mount Lemmon         | Mt. Lemmon Survey    |
| 399142 | 2014 EF31              | 1 de febrer de 2008    | Mount Lemmon         | Mt. Lemmon Survey    |
| 399143 | 2014 ED34              | 6 d'abril de 1994      | Kitt Peak            | Spacewatch           |
| 399144 | 2014 EP37              | 27 de gener de 2003    | Socorro              | LINEAR               |
| 399145 | 2014 ET38              | 22 d'abril de 2007     | Mount Lemmon         | Mt. Lemmon Survey    |
| 399146 | 2014 EQ39              | 16 de juny de 2005     | Mount Lemmon         | Mt. Lemmon Survey    |
| 399147 | 2014 ET39              | 10 de desembre de 2009 | Mount Lemmon         | Mt. Lemmon Survey    |
| 399148 | 2014 EP45              | 4 d'octubre de 2006    | Mount Lemmon         | Mt. Lemmon Survey    |
| 399149 | 2014 ES45              | 26 de febrer de 2010   | WISE                 | WISE                 |
| 399150 | 2014 EE50              | 11 de maig de 2003     | Kitt Peak            | Spacewatch           |
| 399151 | 2014 EQ50              | 7 de gener de 2002     | Kitt Peak            | Spacewatch           |
| 399152 | 2014 ET51              | 31 de desembre de 2002 | Socorro              | LINEAR               |
| 399153 | 2014 FL4               | 27 d'octubre de 2009   | Mount Lemmon         | Mt. Lemmon Survey    |
| 399154 | 2014 FB6               | 5 d'abril de 2005      | Catalina             | CSS                  |
| 399155 | 2014 FC6               | 12 de maig de 2007     | Kitt Peak            | Spacewatch           |
| 399156 | 2014 FB11              | 27 d'octubre de 2012   | Mount Lemmon         | Mt. Lemmon Survey    |
| 399157 | 2014 FE11              | 18 d'agost de 2006     | Kitt Peak            | Spacewatch           |
| 399158 | 2014 FG17              | 13 de setembre de 2005 | Kitt Peak            | Spacewatch           |
| 399159 | 2014 FH17              | 24 de setembre de 2000 | Socorro              | LINEAR               |
| 399160 | 2014 FG18              | 13 de gener de 2005    | Kitt Peak            | Spacewatch           |
| 399161 | 2014 FQ25              | 19 de desembre de 2009 | Mount Lemmon         | Mt. Lemmon Survey    |
| 399162 | 2014 FM29              | 16 de juliol de 2004   | Siding Spring        | Siding Spring Survey |
| 399163 | 2014 FF34              | 30 d'octubre de 2005   | Kitt Peak            | Spacewatch           |
| 399164 | 2014 FR35              | 21 de març de 2010     | Catalina             | CSS                  |
| 399165 | 2014 FS35              | 11 de gener de 2010    | Kitt Peak            | Spacewatch           |
| 399166 | 2014 FT35              | 14 de març de 2010     | Kitt Peak            | Spacewatch           |
| 399167 | 2014 FG36              | 27 de febrer de 2008   | Mount Lemmon         | Mt. Lemmon Survey    |
| 399168 | 2014 FL36              | 6 d'octubre de 2008    | Kitt Peak            | Spacewatch           |
| 399169 | 2014 FA37              | 19 de març de 2004     | Socorro              | LINEAR               |
| 399170 | 2014 FJ37              | 25 de desembre de 2005 | Kitt Peak            | Spacewatch           |
| 399171 | 2014 FN37              | 15 d'octubre de 2001   | Kitt Peak            | Spacewatch           |
| 399172 | 2014 FK39              | 18 de novembre de 2006 | Kitt Peak            | Spacewatch           |
| 399173 | 2014 FR41              | 20 de gener de 2009    | Kitt Peak            | Spacewatch           |
| 399174 | 2014 FW47              | 21 de novembre de 2006 | Mount Lemmon         | Mt. Lemmon Survey    |
| 399175 | 2014 FX47              | 8 d'octubre de 2008    | Mount Lemmon         | Mt. Lemmon Survey    |
| 399176 | 2014 FR48              | 21 de desembre de 2006 | Mount Lemmon         | Mt. Lemmon Survey    |
| 399177 | 2014 FS48              | 8 de març de 2003      | Socorro              | LINEAR               |
| 399178 | 2014 FZ48              | 22 d'abril de 2009     | Kitt Peak            | Spacewatch           |
| 399179 | 2014 FE49              | 12 d'octubre de 2007   | Kitt Peak            | Spacewatch           |
| 399180 | 2014 FY49              | 18 d'octubre de 2006   | Kitt Peak            | Spacewatch           |
| 399181 | 2014 FE50              | 26 de novembre de 2009 | Kitt Peak            | Spacewatch           |
| 399182 | 2014 FP52              | 11 d'abril de 2005     | Kitt Peak            | Spacewatch           |
| 399183 | 2014 FC55              | 6 de març de 2008      | Mount Lemmon         | Mt. Lemmon Survey    |
| 399184 | 2014 FG55              | 28 de gener de 2007    | Kitt Peak            | Spacewatch           |
| 399185 | 2014 FK57              | 27 d'abril de 2009     | Catalina             | CSS                  |
| 399186 | 2014 GS2               | 7 de febrer de 1999    | Kitt Peak            | Spacewatch           |
| 399187 | 2014 GP5               | 30 de gener de 2006    | Kitt Peak            | Spacewatch           |
| 399188 | 2014 GR5               | 7 de febrer de 2008    | Kitt Peak            | Spacewatch           |
| 399189 | 2014 GS5               | 7 d'abril de 2005      | Kitt Peak            | Spacewatch           |
| 399190 | 2014 GU6               | 14 de març de 2007     | Mount Lemmon         | Mt. Lemmon Survey    |
| 399191 | 2014 GE7               | 11 d'octubre de 2005   | Kitt Peak            | Spacewatch           |
| 399192 | 2014 GG8               | 2 de desembre de 2008  | Kitt Peak            | Spacewatch           |
| 399193 | 2014 GS8               | 8 d'octubre de 2008    | Kitt Peak            | Spacewatch           |
| 399194 | 2014 GZ8               | 27 de gener de 2006    | Kitt Peak            | Spacewatch           |
| 399195 | 2014 GW10              | 24 d'abril de 2004     | Kitt Peak            | Spacewatch           |
| 399196 | 2014 GD15              | 9 de novembre de 2007  | Kitt Peak            | Spacewatch           |
| 399197 | 2014 GP16              | 14 de setembre de 2006 | Kitt Peak            | Spacewatch           |
| 399198 | 2014 GC17              | 4 d'abril de 2003      | Kitt Peak            | Spacewatch           |
| 399199 | 2014 GL22              | 24 de juny de 2007     | Kitt Peak            | Spacewatch           |
| 399200 | 2014 GQ22              | 26 d'abril de 2003     | Kitt Peak            | Spacewatch           |

## 399201-399300
| Nom    | Designació provisional | Data de descobriment   | Lloc de descobriment | Descobridor/s     |
| ------ | ---------------------- | ---------------------- | -------------------- | ----------------- |
| 399201 | 2014 GL25              | 12 de novembre de 2007 | Catalina             | CSS               |
| 399202 | 2014 GG26              | 9 de setembre de 2004  | Kitt Peak            | Spacewatch        |
| 399203 | 2014 GN26              | 11 d'abril de 2005     | Kitt Peak            | Spacewatch        |
| 399204 | 2014 GO27              | 25 d'octubre de 2005   | Mount Lemmon         | Mt. Lemmon Survey |
| 399205 | 2014 GS27              | 9 de març de 2005      | Kitt Peak            | Spacewatch        |
| 399206 | 2014 GX27              | 13 de febrer de 2010   | Mount Lemmon         | Mt. Lemmon Survey |
| 399207 | 2014 GZ27              | 30 d'abril de 2006     | Kitt Peak            | Spacewatch        |
| 399208 | 2014 GL28              | 26 de maig de 2003     | Kitt Peak            | Spacewatch        |
| 399209 | 2014 GT28              | 2 de desembre de 2008  | Kitt Peak            | Spacewatch        |
| 399210 | 2014 GE29              | 24 d'octubre de 2005   | Kitt Peak            | Spacewatch        |
| 399211 | 2014 GF29              | 3 de març de 2008      | Mount Lemmon         | Mt. Lemmon Survey |
| 399212 | 2014 GE30              | 30 d'octubre de 2005   | Kitt Peak            | Spacewatch        |
| 399213 | 2014 GH31              | 4 de maig de 2000      | Kitt Peak            | Spacewatch        |
| 399214 | 2014 GS33              | 18 de setembre de 1995 | Kitt Peak            | Spacewatch        |
| 399215 | 2014 GT33              | 28 d'octubre de 2005   | Catalina             | CSS               |
| 399216 | 2014 GT36              | 5 d'abril de 2003      | Kitt Peak            | Spacewatch        |
| 399217 | 2014 GZ38              | 22 de desembre de 2006 | Kitt Peak            | Spacewatch        |
| 399218 | 2014 GF41              | 25 de juliol de 2004   | Anderson Mesa        | LONEOS            |
| 399219 | 2014 GK41              | 31 d'agost de 2005     | Kitt Peak            | Spacewatch        |
| 399220 | 2014 GA42              | 5 de novembre de 1999  | Kitt Peak            | Spacewatch        |
| 399221 | 2014 GF42              | 5 de març de 2008      | Mount Lemmon         | Mt. Lemmon Survey |
| 399222 | 2014 GJ42              | 15 de març de 2007     | Mount Lemmon         | Mt. Lemmon Survey |
| 399223 | 2014 GK42              | 20 de setembre de 1995 | Kitt Peak            | Spacewatch        |
| 399224 | 2014 GP42              | 13 d'abril de 2004     | Kitt Peak            | Spacewatch        |
| 399225 | 2014 GQ42              | 24 de febrer de 2006   | Mount Lemmon         | Mt. Lemmon Survey |
| 399226 | 2014 GE43              | 18 de setembre de 2006 | Kitt Peak            | Spacewatch        |
| 399227 | 2014 GN45              | 21 d'abril de 2003     | Catalina             | CSS               |
| 399228 | 2014 GH46              | 29 d'octubre de 2000   | Kitt Peak            | Spacewatch        |
| 399229 | 2014 GT47              | 21 de desembre de 2005 | Kitt Peak            | Spacewatch        |
| 399230 | 2014 GV47              | 18 de novembre de 1998 | Kitt Peak            | Spacewatch        |
| 399231 | 2014 HA                | 12 d'octubre de 2005   | Kitt Peak            | Spacewatch        |
| 399232 | 2014 HQ                | 26 de febrer de 2008   | Kitt Peak            | Spacewatch        |
| 399233 | 2014 HT                | 29 de maig de 2003     | Kitt Peak            | Spacewatch        |
| 399234 | 2014 HV                | 4 d'abril de 2003      | Kitt Peak            | Spacewatch        |
| 399235 | 2014 HY1               | 11 de febrer de 2008   | Kitt Peak            | Spacewatch        |
| 399236 | 2014 HW3               | 4 de setembre de 2007  | Catalina             | CSS               |
| 399237 | 2014 HU8               | 8 d'octubre de 2008    | Mount Lemmon         | Mt. Lemmon Survey |
| 399238 | 2014 HA9               | 5 d'abril de 2003      | Kitt Peak            | Spacewatch        |
| 399239 | 2014 HH9               | 10 de març de 2000     | Kitt Peak            | Spacewatch        |
| 399240 | 2014 HO10              | 30 de maig de 2006     | Mount Lemmon         | Mt. Lemmon Survey |
| 399241 | 2014 HL12              | 3 de maig de 2006      | Kitt Peak            | Spacewatch        |
| 399242 | 2014 HH13              | 12 de març de 2010     | Mount Lemmon         | Mt. Lemmon Survey |
| 399243 | 2014 HR13              | 1 de desembre de 2005  | Mount Lemmon         | Mt. Lemmon Survey |
| 399244 | 2014 HG19              | 12 d'abril de 1999     | Kitt Peak            | Spacewatch        |
| 399245 | 2014 HA23              | 19 d'octubre de 2007   | Mount Lemmon         | Mt. Lemmon Survey |
| 399246 | 2014 HJ25              | 11 de maig de 2007     | Mount Lemmon         | Mt. Lemmon Survey |
| 399247 | 2014 HW25              | 6 de novembre de 2005  | Mount Lemmon         | Mt. Lemmon Survey |
| 399248 | 2014 HB26              | 24 de febrer de 2008   | Mount Lemmon         | Mt. Lemmon Survey |
| 399249 | 2014 HC26              | 4 d'abril de 2003      | Kitt Peak            | Spacewatch        |
| 399250 | 2014 HN26              | 8 d'octubre de 2005    | Kitt Peak            | Spacewatch        |
| 399251 | 2014 HL27              | 22 de desembre de 2005 | Kitt Peak            | Spacewatch        |
| 399252 | 2014 HZ28              | 26 de setembre de 2006 | Kitt Peak            | Spacewatch        |
| 399253 | 2014 HF30              | 24 d'abril de 2006     | Kitt Peak            | Spacewatch        |
| 399254 | 2014 HA31              | 12 de febrer de 2004   | Kitt Peak            | Spacewatch        |
| 399255 | 2014 HM31              | 1 de desembre de 2005  | Mount Lemmon         | Mt. Lemmon Survey |
| 399256 | 2014 HM32              | 8 de maig de 2010      | Mount Lemmon         | Mt. Lemmon Survey |
| 399257 | 2014 HK33              | 20 d'abril de 2009     | Kitt Peak            | Spacewatch        |
| 399258 | 2014 HX35              | 27 d'octubre de 2005   | Kitt Peak            | Spacewatch        |
| 399259 | 2014 HL36              | 26 de febrer de 2009   | Kitt Peak            | Spacewatch        |
| 399260 | 2014 HO41              | 25 de desembre de 2005 | Mount Lemmon         | Mt. Lemmon Survey |
| 399261 | 2014 HJ42              | 29 d'abril de 2003     | Kitt Peak            | Spacewatch        |
| 399262 | 2014 HN43              | 24 d'abril de 2007     | Kitt Peak            | Spacewatch        |
| 399263 | 2014 HY46              | 13 de març de 2007     | Mount Lemmon         | Mt. Lemmon Survey |
| 399264 | 2014 HZ46              | 12 de febrer de 2008   | Kitt Peak            | Spacewatch        |
| 399265 | 2014 HT47              | 19 de juny de 2010     | WISE                 | WISE              |
| 399266 | 2014 HX47              | 10 d'abril de 2005     | Mount Lemmon         | Mt. Lemmon Survey |
| 399267 | 2014 HH48              | 10 d'octubre de 2007   | Mount Lemmon         | Mt. Lemmon Survey |
| 399268 | 2014 HL60              | 8 d'octubre de 2005    | Kitt Peak            | Spacewatch        |
| 399269 | 2014 HC61              | 16 de març de 2004     | Kitt Peak            | Spacewatch        |
| 399270 | 2014 HQ69              | 14 de desembre de 2004 | Socorro              | LINEAR            |
| 399271 | 2014 HK73              | 6 d'octubre de 2004    | Kitt Peak            | Spacewatch        |
| 399272 | 2014 HE74              | 20 d'octubre de 2007   | Mount Lemmon         | Mt. Lemmon Survey |
| 399273 | 2014 HT76              | 16 de novembre de 2006 | Kitt Peak            | Spacewatch        |
| 399274 | 2014 HA81              | 2 d'octubre de 2006    | Mount Lemmon         | Mt. Lemmon Survey |
| 399275 | 2014 HY81              | 28 de setembre de 2006 | Kitt Peak            | Spacewatch        |
| 399276 | 2014 HN83              | 10 de maig de 2005     | Kitt Peak            | Spacewatch        |
| 399277 | 2014 HD85              | 16 de juny de 2007     | Kitt Peak            | Spacewatch        |
| 399278 | 2014 HH89              | 5 de novembre de 2005  | Catalina             | CSS               |
| 399279 | 2014 HL97              | 19 de febrer de 2001   | Kitt Peak            | Spacewatch        |
| 399280 | 2014 HR115             | 19 de febrer de 2009   | Mount Lemmon         | Mt. Lemmon Survey |
| 399281 | 2014 HK116             | 1 de desembre de 2006  | Mount Lemmon         | Mt. Lemmon Survey |
| 399282 | 2014 HV123             | 12 d'octubre de 2004   | Anderson Mesa        | LONEOS            |
| 399283 | 2014 HU124             | 2 de maig de 2003      | Kitt Peak            | Spacewatch        |
| 399284 | 2014 HD125             | 19 d'octubre de 2006   | Kitt Peak            | Spacewatch        |
| 399285 | 2014 HB130             | 31 de març de 2003     | Anderson Mesa        | LONEOS            |
| 399286 | 2014 HD131             | 22 de gener de 2006    | Mount Lemmon         | Mt. Lemmon Survey |
| 399287 | 2014 HY131             | 9 de març de 2007      | Mount Lemmon         | Mt. Lemmon Survey |
| 399288 | 2014 HZ131             | 18 d'abril de 2007     | Kitt Peak            | Spacewatch        |
| 399289 | 2014 HR143             | 13 de març de 2007     | Mount Lemmon         | Mt. Lemmon Survey |
| 399290 | 2014 HS143             | 3 de desembre de 2008  | Mount Lemmon         | Mt. Lemmon Survey |
| 399291 | 2014 HB146             | 28 d'octubre de 2005   | Kitt Peak            | Spacewatch        |
| 399292 | 2014 HW146             | 24 d'abril de 2007     | Kitt Peak            | Spacewatch        |
| 399293 | 2014 HF151             | 23 d'abril de 2010     | WISE                 | WISE              |
| 399294 | 2014 HS153             | 29 d'octubre de 2005   | Mount Lemmon         | Mt. Lemmon Survey |
| 399295 | 2014 HX155             | 24 d'octubre de 2005   | Kitt Peak            | Spacewatch        |
| 399296 | 2014 HE160             | 10 d'agost de 2004     | Socorro              | LINEAR            |
| 399297 | 2014 HL168             | 30 d'abril de 2004     | Kitt Peak            | Spacewatch        |
| 399298 | 2014 HZ172             | 4 de novembre de 2005  | Mount Lemmon         | Mt. Lemmon Survey |
| 399299 | 2014 HW181             | 21 de novembre de 2008 | Kitt Peak            | Spacewatch        |
| 399300 | 2014 HC183             | 30 de setembre de 1997 | Kitt Peak            | Spacewatch        |

## 399301-399400
| Nom    | Designació provisional | Data de descobriment   | Lloc de descobriment | Descobridor/s                                          |
| ------ | ---------------------- | ---------------------- | -------------------- | ------------------------------------------------------ |
| 399301 | 2014 HB185             | 6 d'octubre de 2005    | Kitt Peak            | Spacewatch                                             |
| 399302 | 2014 HZ185             | 15 de desembre de 1999 | Kitt Peak            | Spacewatch                                             |
| 399303 | 2014 HG186             | 18 de març de 2004     | Kitt Peak            | Spacewatch                                             |
| 399304 | 2014 HX186             | 19 de setembre de 1995 | Kitt Peak            | Spacewatch                                             |
| 399305 | 2014 JR                | 23 de març de 2003     | Kitt Peak            | Spacewatch                                             |
| 399306 | 5400 T-3               | 16 d'octubre de 1977   | Palomar              | C. J. van Houten, I. van Houten-Groeneveld, T. Gehrels |
| 399307 | 1991 RJ2               | 8 de setembre de 1991  | Palomar              | E. F. Helin                                            |
| 399308 | 1993 GD                | 15 d'abril de 1993     | Kitt Peak            | Spacewatch                                             |
| 399309 | 1994 UQ8               | 28 d'octubre de 1994   | Kitt Peak            | Spacewatch                                             |
| 399310 | 1994 XB                | 1 de desembre de 1994  | Kitt Peak            | Spacewatch                                             |
| 399311 | 1994 XR3               | 2 de desembre de 1994  | Kitt Peak            | Spacewatch                                             |
| 399312 | 1995 UA58              | 17 d'octubre de 1995   | Kitt Peak            | Spacewatch                                             |
| 399313 | 1995 UR73              | 20 d'octubre de 1995   | Kitt Peak            | Spacewatch                                             |
| 399314 | 1996 RG4               | 10 de setembre de 1996 | Kuma Kogen           | A. Nakamura                                            |
| 399315 | 1996 TP25              | 6 d'octubre de 1996    | Kitt Peak            | Spacewatch                                             |
| 399316 | 1996 XV17              | 7 de desembre de 1996  | Kitt Peak            | Spacewatch                                             |
| 399317 | 1997 EB30              | 7 de març de 1997      | Kitt Peak            | Spacewatch                                             |
| 399318 | 1997 XJ1               | 4 de desembre de 1997  | Dynic                | A. Sugie                                               |
| 399319 | 1997 YA14              | 31 de desembre de 1997 | Oizumi               | T. Kobayashi                                           |
| 399320 | 1998 ML17              | 27 de juny de 1998     | Kitt Peak            | Spacewatch                                             |
| 399321 | 1998 QL52              | 17 d'agost de 1998     | Socorro              | LINEAR                                                 |
| 399322 | 1998 QW63              | 31 d'agost de 1998     | Xinglong             | Beijing Schmidt CCD Asteroid Program                   |
| 399323 | 1998 SD177             | 18 de setembre de 1998 | Catalina             | CSS                                                    |
| 399324 | 1998 VO46              | 14 de novembre de 1998 | Kitt Peak            | Spacewatch                                             |
| 399325 | 1999 GY5               | 14 d'abril de 1999     | Socorro              | LINEAR                                                 |
| 399326 | 1999 RA114             | 9 de setembre de 1999  | Socorro              | LINEAR                                                 |
| 399327 | 1999 TV56              | 6 d'octubre de 1999    | Kitt Peak            | Spacewatch                                             |
| 399328 | 1999 TJ183             | 11 d'octubre de 1999   | Socorro              | LINEAR                                                 |
| 399329 | 1999 TF232             | 5 d'octubre de 1999    | Anderson Mesa        | LONEOS                                                 |
| 399330 | 1999 TV241             | 4 d'octubre de 1999    | Catalina             | CSS                                                    |
| 399331 | 1999 TW243             | 6 d'octubre de 1999    | Kitt Peak            | Spacewatch                                             |
| 399332 | 1999 UC28              | 30 d'octubre de 1999   | Kitt Peak            | Spacewatch                                             |
| 399333 | 1999 VT83              | 10 d'octubre de 1999   | Socorro              | LINEAR                                                 |
| 399334 | 1999 XS55              | 7 de desembre de 1999  | Socorro              | LINEAR                                                 |
| 399335 | 1999 XA241             | 8 de desembre de 1999  | Socorro              | LINEAR                                                 |
| 399336 | 1999 YY28              | 18 de desembre de 1999 | Kitt Peak            | Spacewatch                                             |
| 399337 | 2000 CN39              | 4 de febrer de 2000    | Višnjan              | K. Korlević                                            |
| 399338 | 2000 CA109             | 5 de febrer de 2000    | Kitt Peak            | M. W. Buie                                             |
| 399339 | 2000 JR8               | 6 de maig de 2000      | Socorro              | LINEAR                                                 |
| 399340 | 2000 LM36              | 1 de juny de 2000      | Haleakala            | NEAT                                                   |
| 399341 | 2000 QX43              | 21 d'agost de 2000     | Anderson Mesa        | LONEOS                                                 |
| 399342 | 2000 QY220             | 21 d'agost de 2000     | Anderson Mesa        | LONEOS                                                 |
| 399343 | 2000 RF89              | 3 de setembre de 2000  | Socorro              | LINEAR                                                 |
| 399344 | 2000 SV19              | 23 de setembre de 2000 | Socorro              | LINEAR                                                 |
| 399345 | 2000 SU75              | 24 de setembre de 2000 | Socorro              | LINEAR                                                 |
| 399346 | 2000 SK96              | 23 de setembre de 2000 | Socorro              | LINEAR                                                 |
| 399347 | 2000 SN126             | 24 de setembre de 2000 | Socorro              | LINEAR                                                 |
| 399348 | 2000 SA181             | 19 de setembre de 2000 | Kitt Peak            | Spacewatch                                             |
| 399349 | 2000 SK267             | 27 de setembre de 2000 | Socorro              | LINEAR                                                 |
| 399350 | 2000 SE297             | 28 de setembre de 2000 | Socorro              | LINEAR                                                 |
| 399351 | 2000 SK297             | 26 de setembre de 2000 | Anderson Mesa        | LONEOS                                                 |
| 399352 | 2000 SN320             | 30 de setembre de 2000 | Kitt Peak            | Spacewatch                                             |
| 399353 | 2000 SO330             | 27 de setembre de 2000 | Kitt Peak            | Spacewatch                                             |
| 399354 | 2000 US36              | 24 d'octubre de 2000   | Socorro              | LINEAR                                                 |
| 399355 | 2000 UZ61              | 25 d'octubre de 2000   | Socorro              | LINEAR                                                 |
| 399356 | 2000 WG12              | 24 de novembre de 2000 | Kitt Peak            | Spacewatch                                             |
| 399357 | 2000 WV19              | 19 de novembre de 2000 | Kitt Peak            | Spacewatch                                             |
| 399358 | 2000 WG21              | 20 de novembre de 2000 | Socorro              | LINEAR                                                 |
| 399359 | 2000 WA154             | 30 de novembre de 2000 | Socorro              | LINEAR                                                 |
| 399360 | 2000 XL54              | 2 de desembre de 2000  | Haleakala            | NEAT                                                   |
| 399361 | 2001 BG81              | 19 de gener de 2001    | Haleakala            | NEAT                                                   |
| 399362 | 2001 HE18              | 21 d'abril de 2001     | Socorro              | LINEAR                                                 |
| 399363 | 2001 HL60              | 24 d'abril de 2001     | Anderson Mesa        | LONEOS                                                 |
| 399364 | 2001 KD1               | 17 de maig de 2001     | Socorro              | LINEAR                                                 |
| 399365 | 2001 NM11              | 11 de juliol de 2001   | Palomar              | NEAT                                                   |
| 399366 | 2001 OS62              | 20 de juliol de 2001   | Anderson Mesa        | LONEOS                                                 |
| 399367 | 2001 OE74              | 16 de juliol de 2001   | Anderson Mesa        | LONEOS                                                 |
| 399368 | 2001 PF36              | 11 d'agost de 2001     | Palomar              | NEAT                                                   |
| 399369 | 2001 PB59              | 14 d'agost de 2001     | Haleakala            | NEAT                                                   |
| 399370 | 2001 QL91              | 16 d'agost de 2001     | Socorro              | LINEAR                                                 |
| 399371 | 2001 QF115             | 17 d'agost de 2001     | Socorro              | LINEAR                                                 |
| 399372 | 2001 QF158             | 23 d'agost de 2001     | Anderson Mesa        | LONEOS                                                 |
| 399373 | 2001 QT189             | 22 d'agost de 2001     | Socorro              | LINEAR                                                 |
| 399374 | 2001 QA190             | 22 d'agost de 2001     | Socorro              | LINEAR                                                 |
| 399375 | 2001 QL190             | 22 d'agost de 2001     | Socorro              | LINEAR                                                 |
| 399376 | 2001 QW190             | 22 d'agost de 2001     | Socorro              | LINEAR                                                 |
| 399377 | 2001 QO193             | 22 d'agost de 2001     | Socorro              | LINEAR                                                 |
| 399378 | 2001 QK242             | 24 d'agost de 2001     | Socorro              | LINEAR                                                 |
| 399379 | 2001 RQ13              | 27 d'agost de 2001     | Kitt Peak            | Spacewatch                                             |
| 399380 | 2001 RC16              | 11 de setembre de 2001 | Socorro              | LINEAR                                                 |
| 399381 | 2001 RZ25              | 7 de setembre de 2001  | Socorro              | LINEAR                                                 |
| 399382 | 2001 RK33              | 8 de setembre de 2001  | Socorro              | LINEAR                                                 |
| 399383 | 2001 RP37              | 1 de novembre de 1997  | Kitt Peak            | Spacewatch                                             |
| 399384 | 2001 RW53              | 12 de setembre de 2001 | Socorro              | LINEAR                                                 |
| 399385 | 2001 SH123             | 16 de setembre de 2001 | Socorro              | LINEAR                                                 |
| 399386 | 2001 SZ123             | 16 de setembre de 2001 | Socorro              | LINEAR                                                 |
| 399387 | 2001 ST144             | 16 de setembre de 2001 | Socorro              | LINEAR                                                 |
| 399388 | 2001 SL169             | 20 de setembre de 2001 | Socorro              | LINEAR                                                 |
| 399389 | 2001 SA177             | 16 de setembre de 2001 | Socorro              | LINEAR                                                 |
| 399390 | 2001 SH194             | 19 de setembre de 2001 | Socorro              | LINEAR                                                 |
| 399391 | 2001 SF196             | 19 de setembre de 2001 | Socorro              | LINEAR                                                 |
| 399392 | 2001 SK197             | 19 de setembre de 2001 | Socorro              | LINEAR                                                 |
| 399393 | 2001 SE214             | 19 de setembre de 2001 | Socorro              | LINEAR                                                 |
| 399394 | 2001 SL287             | 29 de setembre de 2001 | Emerald Lane         | L. Ball                                                |
| 399395 | 2001 SM290             | 29 de setembre de 2001 | Palomar              | NEAT                                                   |
| 399396 | 2001 SY305             | 10 de setembre de 2001 | Socorro              | LINEAR                                                 |
| 399397 | 2001 SB306             | 20 de setembre de 2001 | Socorro              | LINEAR                                                 |
| 399398 | 2001 SV312             | 12 de setembre de 2001 | Socorro              | LINEAR                                                 |
| 399399 | 2001 SO322             | 25 de setembre de 2001 | Socorro              | LINEAR                                                 |
| 399400 | 2001 SL339             | 21 de setembre de 2001 | Palomar              | NEAT                                                   |

## 399401-399500
| Nom    | Designació provisional | Data de descobriment   | Lloc de descobriment | Descobridor/s            |
| ------ | ---------------------- | ---------------------- | -------------------- | ------------------------ |
| 399401 | 2001 ST342             | 21 de setembre de 2001 | Palomar              | NEAT                     |
| 399402 | 2001 SM345             | 23 de setembre de 2001 | Haleakala            | NEAT                     |
| 399403 | 2001 TS                | 8 d'octubre de 2001    | Palomar              | NEAT                     |
| 399404 | 2001 TL54              | 14 d'octubre de 2001   | Socorro              | LINEAR                   |
| 399405 | 2001 TB57              | 13 d'octubre de 2001   | Socorro              | LINEAR                   |
| 399406 | 2001 TA90              | 14 d'octubre de 2001   | Socorro              | LINEAR                   |
| 399407 | 2001 TV133             | 12 d'octubre de 2001   | Haleakala            | NEAT                     |
| 399408 | 2001 TB143             | 10 d'octubre de 2001   | Palomar              | NEAT                     |
| 399409 | 2001 TZ175             | 20 de setembre de 2001 | Socorro              | LINEAR                   |
| 399410 | 2001 TP199             | 11 d'octubre de 2001   | Socorro              | LINEAR                   |
| 399411 | 2001 TV257             | 10 d'octubre de 2001   | Palomar              | NEAT                     |
| 399412 | 2001 TX258             | 14 d'octubre de 2001   | Apache Point         | Sloan Digital Sky Survey |
| 399413 | 2001 UW39              | 17 d'octubre de 2001   | Socorro              | LINEAR                   |
| 399414 | 2001 UP176             | 25 d'octubre de 2001   | Kitt Peak            | Spacewatch               |
| 399415 | 2001 UU196             | 19 d'octubre de 2001   | Anderson Mesa        | LONEOS                   |
| 399416 | 2001 UW220             | 21 d'octubre de 2001   | Socorro              | LINEAR                   |
| 399417 | 2001 VE25              | 9 de novembre de 2001  | Socorro              | LINEAR                   |
| 399418 | 2001 VD77              | 12 de novembre de 2001 | Haleakala            | NEAT                     |
| 399419 | 2001 VL104             | 12 de novembre de 2001 | Socorro              | LINEAR                   |
| 399420 | 2001 WY54              | 19 de novembre de 2001 | Socorro              | LINEAR                   |
| 399421 | 2001 WO92              | 21 de novembre de 2001 | Socorro              | LINEAR                   |
| 399422 | 2001 WH93              | 21 de novembre de 2001 | Haleakala            | NEAT                     |
| 399423 | 2001 XA31              | 9 de desembre de 2001  | Socorro              | LINEAR                   |
| 399424 | 2001 XD50              | 10 de desembre de 2001 | Socorro              | LINEAR                   |
| 399425 | 2001 XY57              | 11 de desembre de 2001 | Socorro              | LINEAR                   |
| 399426 | 2001 XW102             | 14 de desembre de 2001 | Socorro              | LINEAR                   |
| 399427 | 2001 XM169             | 14 de desembre de 2001 | Socorro              | LINEAR                   |
| 399428 | 2001 XB183             | 14 de desembre de 2001 | Socorro              | LINEAR                   |
| 399429 | 2001 XP205             | 11 de desembre de 2001 | Socorro              | LINEAR                   |
| 399430 | 2001 XB226             | 24 de novembre de 2001 | Socorro              | LINEAR                   |
| 399431 | 2001 XM228             | 12 de novembre de 2001 | Socorro              | LINEAR                   |
| 399432 | 2001 YZ2               | 20 de novembre de 2001 | Socorro              | LINEAR                   |
| 399433 | 2001 YK4               | 23 de desembre de 2001 | Anderson Mesa        | LONEOS                   |
| 399434 | 2001 YM53              | 18 de desembre de 2001 | Socorro              | LINEAR                   |
| 399435 | 2001 YG115             | 9 de desembre de 2001  | Socorro              | LINEAR                   |
| 399436 | 2002 AT30              | 9 de gener de 2002     | Socorro              | LINEAR                   |
| 399437 | 2002 AD129             | 14 de gener de 2002    | Socorro              | LINEAR                   |
| 399438 | 2002 AE130             | 8 de gener de 2002     | Socorro              | LINEAR                   |
| 399439 | 2002 AC136             | 9 de gener de 2002     | Socorro              | LINEAR                   |
| 399440 | 2002 AY205             | 13 de gener de 2002    | Apache Point         | Sloan Digital Sky Survey |
| 399441 | 2002 AR208             | 9 de gener de 2002     | Kitt Peak            | Spacewatch               |
| 399442 | 2002 CB1               | 2 de febrer de 2002    | Cima Ekar            | ADAS                     |
| 399443 | 2002 ER108             | 9 de març de 2002      | Palomar              | NEAT                     |
| 399444 | 2002 EO158             | 5 de març de 2002      | Apache Point         | Sloan Digital Sky Survey |
| 399445 | 2002 FE23              | 17 de març de 2002     | Kitt Peak            | Spacewatch               |
| 399446 | 2002 GF1               | 2 d'abril de 2002      | Palomar              | NEAT                     |
| 399447 | 2002 GR97              | 9 d'abril de 2002      | Kitt Peak            | Spacewatch               |
| 399448 | 2002 GJ150             | 14 d'abril de 2002     | Socorro              | LINEAR                   |
| 399449 | 2002 GS178             | 14 d'abril de 2002     | Palomar              | NEAT                     |
| 399450 | 2002 JD4               | 22 d'abril de 2002     | Anderson Mesa        | LONEOS                   |
| 399451 | 2002 JU108             | 6 de maig de 2002      | Socorro              | LINEAR                   |
| 399452 | 2002 JC114             | 14 d'abril de 2002     | Socorro              | LINEAR                   |
| 399453 | 2002 NQ61              | 6 de juliol de 2002    | Palomar              | NEAT                     |
| 399454 | 2002 OH14              | 18 de juliol de 2002   | Socorro              | LINEAR                   |
| 399455 | 2002 OZ28              | 19 de juliol de 2002   | Palomar              | NEAT                     |
| 399456 | 2002 PN27              | 14 de juliol de 2002   | Socorro              | LINEAR                   |
| 399457 | 2002 PD43              | 7 d'agost de 2002      | Palomar              | NEAT                     |
| 399458 | 2002 PC80              | 4 d'agost de 2002      | Palomar              | NEAT                     |
| 399459 | 2002 PZ105             | 12 d'agost de 2002     | Socorro              | LINEAR                   |
| 399460 | 2002 PK169             | 8 d'agost de 2002      | Palomar              | NEAT                     |
| 399461 | 2002 PL172             | 8 d'agost de 2002      | Palomar              | NEAT                     |
| 399462 | 2002 PQ181             | 15 d'agost de 2002     | Palomar              | NEAT                     |
| 399463 | 2002 PB184             | 7 d'agost de 2002      | Palomar              | NEAT                     |
| 399464 | 2002 QZ46              | 30 d'agost de 2002     | Socorro              | LINEAR                   |
| 399465 | 2002 QY74              | 19 d'agost de 2002     | Palomar              | NEAT                     |
| 399466 | 2002 QW85              | 17 d'agost de 2002     | Palomar              | NEAT                     |
| 399467 | 2002 QG125             | 27 d'agost de 2002     | Palomar              | NEAT                     |
| 399468 | 2002 QC137             | 28 d'agost de 2002     | Palomar              | NEAT                     |
| 399469 | 2002 QG140             | 20 d'agost de 2002     | Palomar              | NEAT                     |
| 399470 | 2002 RR4               | 15 d'agost de 2002     | Socorro              | LINEAR                   |
| 399471 | 2002 RN5               | 3 de setembre de 2002  | Palomar              | NEAT                     |
| 399472 | 2002 RR136             | 11 de setembre de 2002 | Haleakala            | NEAT                     |
| 399473 | 2002 RR167             | 13 de setembre de 2002 | Palomar              | NEAT                     |
| 399474 | 2002 RY168             | 13 de setembre de 2002 | Palomar              | NEAT                     |
| 399475 | 2002 RZ244             | 11 de setembre de 2002 | Haleakala            | NEAT                     |
| 399476 | 2002 RP261             | 13 de setembre de 2002 | Palomar              | NEAT                     |
| 399477 | 2002 RF266             | 15 de setembre de 2002 | Palomar              | NEAT                     |
| 399478 | 2002 RS267             | 3 de setembre de 2002  | Palomar              | NEAT                     |
| 399479 | 2002 RP273             | 4 de setembre de 2002  | Palomar              | NEAT                     |
| 399480 | 2002 RB277             | 14 de setembre de 2002 | Palomar              | NEAT                     |
| 399481 | 2002 SW9               | 27 de setembre de 2002 | Palomar              | NEAT                     |
| 399482 | 2002 SK15              | 27 de setembre de 2002 | Palomar              | NEAT                     |
| 399483 | 2002 SN29              | 28 de setembre de 2002 | Palomar              | NEAT                     |
| 399484 | 2002 SA62              | 17 de setembre de 2002 | Palomar              | NEAT                     |
| 399485 | 2002 TD11              | 1 d'octubre de 2002    | Anderson Mesa        | LONEOS                   |
| 399486 | 2002 TQ34              | 2 d'octubre de 2002    | Socorro              | LINEAR                   |
| 399487 | 2002 TS36              | 2 d'octubre de 2002    | Socorro              | LINEAR                   |
| 399488 | 2002 TA46              | 2 d'octubre de 2002    | Socorro              | LINEAR                   |
| 399489 | 2002 TO55              | 2 d'octubre de 2002    | Haleakala            | NEAT                     |
| 399490 | 2002 TR133             | 4 d'octubre de 2002    | Anderson Mesa        | LONEOS                   |
| 399491 | 2002 TN136             | 4 d'octubre de 2002    | Anderson Mesa        | LONEOS                   |
| 399492 | 2002 TB143             | 4 d'octubre de 2002    | Socorro              | LINEAR                   |
| 399493 | 2002 TA159             | 5 d'octubre de 2002    | Palomar              | NEAT                     |
| 399494 | 2002 TA165             | 2 d'octubre de 2002    | Haleakala            | NEAT                     |
| 399495 | 2002 TA173             | 4 d'octubre de 2002    | Socorro              | LINEAR                   |
| 399496 | 2002 TH181             | 14 d'octubre de 2002   | Palomar              | NEAT                     |
| 399497 | 2002 TV190             | 1 d'octubre de 2002    | Socorro              | LINEAR                   |
| 399498 | 2002 TN203             | 4 d'octubre de 2002    | Socorro              | LINEAR                   |
| 399499 | 2002 TA232             | 6 d'octubre de 2002    | Socorro              | LINEAR                   |
| 399500 | 2002 TX277             | 10 d'octubre de 2002   | Socorro              | LINEAR                   |

## 399501-399600
| Nom    | Designació provisional | Data de descobriment   | Lloc de descobriment | Descobridor/s                |
| ------ | ---------------------- | ---------------------- | -------------------- | ---------------------------- |
| 399501 | 2002 TN307             | 4 d'octubre de 2002    | Apache Point         | Sloan Digital Sky Survey     |
| 399502 | 2002 TJ353             | 10 d'octubre de 2002   | Apache Point         | Sloan Digital Sky Survey     |
| 399503 | 2002 TO377             | 15 d'octubre de 2002   | Palomar              | NEAT                         |
| 399504 | 2002 UA1               | 27 d'octubre de 2002   | Socorro              | LINEAR                       |
| 399505 | 2002 UW7               | 28 d'octubre de 2002   | Palomar              | NEAT                         |
| 399506 | 2002 UN70              | 28 d'octubre de 2002   | Palomar              | NEAT                         |
| 399507 | 2002 VL3               | 1 de novembre de 2002  | Palomar              | NEAT                         |
| 399508 | 2002 VX3               | 1 de novembre de 2002  | Palomar              | NEAT                         |
| 399509 | 2002 VT6               | 1 de novembre de 2002  | Palomar              | NEAT                         |
| 399510 | 2002 VU6               | 1 de novembre de 2002  | Palomar              | NEAT                         |
| 399511 | 2002 VL27              | 5 de novembre de 2002  | Socorro              | LINEAR                       |
| 399512 | 2002 VL42              | 5 de novembre de 2002  | Palomar              | NEAT                         |
| 399513 | 2002 VQ54              | 6 de novembre de 2002  | Anderson Mesa        | LONEOS                       |
| 399514 | 2002 VZ75              | 7 de novembre de 2002  | Socorro              | LINEAR                       |
| 399515 | 2002 VT86              | 8 de novembre de 2002  | Socorro              | LINEAR                       |
| 399516 | 2002 VL98              | 12 de novembre de 2002 | Socorro              | LINEAR                       |
| 399517 | 2002 VO131             | 1 de novembre de 2002  | Palomar              | S. F. Hönig                  |
| 399518 | 2002 VN134             | 6 de novembre de 2002  | Anderson Mesa        | LONEOS                       |
| 399519 | 2002 WX4               | 24 de novembre de 2002 | Palomar              | NEAT                         |
| 399520 | 2002 WM5               | 24 de novembre de 2002 | Palomar              | NEAT                         |
| 399521 | 2002 WR18              | 30 de novembre de 2002 | Socorro              | LINEAR                       |
| 399522 | 2002 XD44              | 6 de desembre de 2002  | Socorro              | LINEAR                       |
| 399523 | 2002 XH73              | 11 de desembre de 2002 | Socorro              | LINEAR                       |
| 399524 | 2002 XV97              | 5 de desembre de 2002  | Socorro              | LINEAR                       |
| 399525 | 2002 YU27              | 31 de desembre de 2002 | Socorro              | LINEAR                       |
| 399526 | 2003 AA17              | 7 de desembre de 2002  | Socorro              | LINEAR                       |
| 399527 | 2003 BT23              | 25 de gener de 2003    | Palomar              | NEAT                         |
| 399528 | 2003 CE15              | 4 de febrer de 2003    | Socorro              | LINEAR                       |
| 399529 | 2003 EJ31              | 7 de març de 2003      | Anderson Mesa        | LONEOS                       |
| 399530 | 2003 GT34              | 7 d'abril de 2003      | Kitt Peak            | Spacewatch                   |
| 399531 | 2003 HH39              | 29 d'abril de 2003     | Socorro              | LINEAR                       |
| 399532 | 2003 HB55              | 25 d'abril de 2003     | Kitt Peak            | Spacewatch                   |
| 399533 | 2003 KG6               | 5 de maig de 2003      | Socorro              | LINEAR                       |
| 399534 | 2003 KQ19              | 29 de maig de 2003     | Socorro              | LINEAR                       |
| 399535 | 2003 KR28              | 22 de maig de 2003     | Kitt Peak            | Spacewatch                   |
| 399536 | 2003 MV2               | 25 de juny de 2003     | Nogales              | M. Schwartz, P. R. Holvorcem |
| 399537 | 2003 NB9               | 4 de juliol de 2003    | Socorro              | LINEAR                       |
| 399538 | 2003 NK11              | 3 de juliol de 2003    | Kitt Peak            | Spacewatch                   |
| 399539 | 2003 OP33              | 30 de juliol de 2003   | Socorro              | LINEAR                       |
| 399540 | 2003 PT6               | 1 d'agost de 2003      | Socorro              | LINEAR                       |
| 399541 | 2003 PO7               | 2 d'agost de 2003      | Haleakala            | NEAT                         |
| 399542 | 2003 PF9               | 4 d'agost de 2003      | Socorro              | LINEAR                       |
| 399543 | 2003 QU1               | 19 d'agost de 2003     | Campo Imperatore     | CINEOS                       |
| 399544 | 2003 QH2               | 20 d'agost de 2003     | Socorro              | LINEAR                       |
| 399545 | 2003 QA14              | 20 d'agost de 2003     | Palomar              | NEAT                         |
| 399546 | 2003 QW14              | 20 d'agost de 2003     | Palomar              | NEAT                         |
| 399547 | 2003 QT24              | 22 d'agost de 2003     | Campo Imperatore     | CINEOS                       |
| 399548 | 2003 QY27              | 20 d'agost de 2003     | Palomar              | NEAT                         |
| 399549 | 2003 QO45              | 23 d'agost de 2003     | Palomar              | NEAT                         |
| 399550 | 2003 QC111             | 31 d'agost de 2003     | Socorro              | LINEAR                       |
| 399551 | 2003 RN9               | 4 de setembre de 2003  | Socorro              | LINEAR                       |
| 399552 | 2003 RM23              | 14 de setembre de 2003 | Palomar              | NEAT                         |
| 399553 | 2003 RG27              | 1 de setembre de 2003  | Socorro              | LINEAR                       |
| 399554 | 2003 SB                | 16 de setembre de 2003 | Palomar              | NEAT                         |
| 399555 | 2003 SA27              | 18 de setembre de 2003 | Palomar              | NEAT                         |
| 399556 | 2003 ST32              | 26 d'agost de 2003     | Socorro              | LINEAR                       |
| 399557 | 2003 SX44              | 16 de setembre de 2003 | Anderson Mesa        | LONEOS                       |
| 399558 | 2003 SR66              | 18 de setembre de 2003 | Campo Imperatore     | CINEOS                       |
| 399559 | 2003 SS70              | 18 de setembre de 2003 | Kitt Peak            | Spacewatch                   |
| 399560 | 2003 SC88              | 18 de setembre de 2003 | Campo Imperatore     | CINEOS                       |
| 399561 | 2003 SQ97              | 19 de setembre de 2003 | Palomar              | NEAT                         |
| 399562 | 2003 SA102             | 20 de setembre de 2003 | Kitt Peak            | Spacewatch                   |
| 399563 | 2003 SH103             | 20 de setembre de 2003 | Socorro              | LINEAR                       |
| 399564 | 2003 SA117             | 16 de setembre de 2003 | Palomar              | NEAT                         |
| 399565 | 2003 SZ128             | 20 de setembre de 2003 | Piszkéstet&          | Piszkesteto                  |
| 399566 | 2003 SD145             | 19 de setembre de 2003 | Haleakala            | NEAT                         |
| 399567 | 2003 SG167             | 22 de setembre de 2003 | Palomar              | NEAT                         |
| 399568 | 2003 SQ172             | 18 de setembre de 2003 | Socorro              | LINEAR                       |
| 399569 | 2003 SO191             | 19 de setembre de 2003 | Kitt Peak            | Spacewatch                   |
| 399570 | 2003 SF196             | 20 de setembre de 2003 | Palomar              | NEAT                         |
| 399571 | 2003 SY205             | 23 de setembre de 2003 | Palomar              | NEAT                         |
| 399572 | 2003 SP210             | 23 de setembre de 2003 | Palomar              | NEAT                         |
| 399573 | 2003 SP221             | 29 de setembre de 2003 | Prescott             | P. G. Comba                  |
| 399574 | 2003 SC246             | 26 de setembre de 2003 | Socorro              | LINEAR                       |
| 399575 | 2003 ST258             | 28 de setembre de 2003 | Kitt Peak            | Spacewatch                   |
| 399576 | 2003 SA261             | 27 de setembre de 2003 | Socorro              | LINEAR                       |
| 399577 | 2003 SP273             | 28 de setembre de 2003 | Kitt Peak            | Spacewatch                   |
| 399578 | 2003 SZ277             | 30 de setembre de 2003 | Socorro              | LINEAR                       |
| 399579 | 2003 SC298             | 18 de setembre de 2003 | Haleakala            | NEAT                         |
| 399580 | 2003 SL315             | 28 de setembre de 2003 | Anderson Mesa        | LONEOS                       |
| 399581 | 2003 SQ318             | 18 de setembre de 2003 | Socorro              | LINEAR                       |
| 399582 | 2003 ST322             | 16 de setembre de 2003 | Kitt Peak            | Spacewatch                   |
| 399583 | 2003 SG326             | 18 de setembre de 2003 | Kitt Peak            | Spacewatch                   |
| 399584 | 2003 SX330             | 26 de setembre de 2003 | Apache Point         | Sloan Digital Sky Survey     |
| 399585 | 2003 SH332             | 28 de setembre de 2003 | Anderson Mesa        | LONEOS                       |
| 399586 | 2003 TQ7               | 1 d'octubre de 2003    | Anderson Mesa        | LONEOS                       |
| 399587 | 2003 TW9               | 15 d'octubre de 2003   | Socorro              | LINEAR                       |
| 399588 | 2003 TE13              | 21 de setembre de 2003 | Anderson Mesa        | LONEOS                       |
| 399589 | 2003 TR44              | 3 d'octubre de 2003    | Kitt Peak            | Spacewatch                   |
| 399590 | 2003 UK6               | 18 d'octubre de 2003   | Palomar              | NEAT                         |
| 399591 | 2003 UY67              | 16 d'octubre de 2003   | Palomar              | NEAT                         |
| 399592 | 2003 UM107             | 19 d'octubre de 2003   | Anderson Mesa        | LONEOS                       |
| 399593 | 2003 UL121             | 19 d'octubre de 2003   | Kitt Peak            | Spacewatch                   |
| 399594 | 2003 UH162             | 15 d'octubre de 2003   | Anderson Mesa        | LONEOS                       |
| 399595 | 2003 US269             | 19 d'octubre de 2003   | Kitt Peak            | Spacewatch                   |
| 399596 | 2003 UV318             | 30 de setembre de 2003 | Kitt Peak            | Spacewatch                   |
| 399597 | 2003 UN325             | 17 de setembre de 2003 | Kitt Peak            | Spacewatch                   |
| 399598 | 2003 UR341             | 19 d'octubre de 2003   | Apache Point         | Sloan Digital Sky Survey     |
| 399599 | 2003 UO374             | 22 d'octubre de 2003   | Apache Point         | Sloan Digital Sky Survey     |
| 399600 | 2003 UU416             | 22 d'octubre de 2003   | Kitt Peak            | Spacewatch                   |

## 399601-399700
| Nom    | Designació provisional | Data de descobriment   | Lloc de descobriment | Descobridor/s        |
| ------ | ---------------------- | ---------------------- | -------------------- | -------------------- |
| 399601 | 2003 WL21              | 19 de novembre de 2003 | Catalina             | CSS                  |
| 399602 | 2003 WJ33              | 18 de novembre de 2003 | Kitt Peak            | Spacewatch           |
| 399603 | 2003 WZ59              | 26 d'octubre de 2003   | Kitt Peak            | Spacewatch           |
| 399604 | 2003 WL61              | 19 de novembre de 2003 | Kitt Peak            | Spacewatch           |
| 399605 | 2003 WO103             | 21 de novembre de 2003 | Socorro              | LINEAR               |
| 399606 | 2003 WL108             | 20 de novembre de 2003 | Palomar              | NEAT                 |
| 399607 | 2003 WD156             | 21 d'octubre de 2003   | Anderson Mesa        | LONEOS               |
| 399608 | 2003 YC31              | 18 de desembre de 2003 | Socorro              | LINEAR               |
| 399609 | 2003 YT140             | 17 de desembre de 2003 | Socorro              | LINEAR               |
| 399610 | 2003 YD148             | 29 de desembre de 2003 | Catalina             | CSS                  |
| 399611 | 2004 BE11              | 18 de gener de 2004    | Catalina             | CSS                  |
| 399612 | 2004 BB51              | 21 de gener de 2004    | Socorro              | LINEAR               |
| 399613 | 2004 BQ65              | 22 de gener de 2004    | Socorro              | LINEAR               |
| 399614 | 2004 CH21              | 11 de febrer de 2004   | Anderson Mesa        | LONEOS               |
| 399615 | 2004 CC37              | 12 de febrer de 2004   | Palomar              | NEAT                 |
| 399616 | 2004 DZ19              | 17 de febrer de 2004   | Socorro              | LINEAR               |
| 399617 | 2004 DL61              | 16 de febrer de 2004   | Kitt Peak            | Spacewatch           |
| 399618 | 2004 DU76              | 18 de febrer de 2004   | Socorro              | LINEAR               |
| 399619 | 2004 EG76              | 15 de març de 2004     | Socorro              | LINEAR               |
| 399620 | 2004 FM115             | 23 de març de 2004     | Socorro              | LINEAR               |
| 399621 | 2004 GC26              | 14 d'abril de 2004     | Kitt Peak            | Spacewatch           |
| 399622 | 2004 GG32              | 27 de març de 2004     | Socorro              | LINEAR               |
| 399623 | 2004 GJ85              | 14 d'abril de 2004     | Kitt Peak            | Spacewatch           |
| 399624 | 2004 HM58              | 22 d'abril de 2004     | Kitt Peak            | Spacewatch           |
| 399625 | 2004 MK4               | 22 de juny de 2004     | Campo Imperatore     | CINEOS               |
| 399626 | 2004 NX6               | 11 de juliol de 2004   | Socorro              | LINEAR               |
| 399627 | 2004 NG18              | 14 de juliol de 2004   | Socorro              | LINEAR               |
| 399628 | 2004 NM23              | 14 de juliol de 2004   | Socorro              | LINEAR               |
| 399629 | 2004 NY26              | 11 de juliol de 2004   | Socorro              | LINEAR               |
| 399630 | 2004 OH3               | 16 de juliol de 2004   | Socorro              | LINEAR               |
| 399631 | 2004 OH15              | 20 de juliol de 2004   | Siding Spring        | Siding Spring Survey |
| 399632 | 2004 PL2               | 8 d'agost de 2004      | Socorro              | LINEAR               |
| 399633 | 2004 PZ21              | 8 d'agost de 2004      | Socorro              | LINEAR               |
| 399634 | 2004 PS31              | 8 d'agost de 2004      | Socorro              | LINEAR               |
| 399635 | 2004 PY46              | 8 d'agost de 2004      | Campo Imperatore     | CINEOS               |
| 399636 | 2004 PD49              | 8 d'agost de 2004      | Palomar              | NEAT                 |
| 399637 | 2004 PQ68              | 7 d'agost de 2004      | Campo Imperatore     | CINEOS               |
| 399638 | 2004 PV111             | 12 d'agost de 2004     | Campo Imperatore     | CINEOS               |
| 399639 | 2004 QK4               | 13 de juliol de 2004   | Siding Spring        | Siding Spring Survey |
| 399640 | 2004 QL10              | 21 d'agost de 2004     | Siding Spring        | Siding Spring Survey |
| 399641 | 2004 QU11              | 8 d'agost de 2004      | Socorro              | LINEAR               |
| 399642 | 2004 QP19              | 23 d'agost de 2004     | Siding Spring        | Siding Spring Survey |
| 399643 | 2004 RC3               | 6 de setembre de 2004  | Socorro              | LINEAR               |
| 399644 | 2004 RJ16              | 21 d'agost de 2004     | Catalina             | CSS                  |
| 399645 | 2004 RS22              | 7 de setembre de 2004  | Kitt Peak            | Spacewatch           |
| 399646 | 2004 RB72              | 8 de setembre de 2004  | Socorro              | LINEAR               |
| 399647 | 2004 RC74              | 15 d'agost de 2004     | Campo Imperatore     | CINEOS               |
| 399648 | 2004 RN86              | 8 d'agost de 2004      | Socorro              | LINEAR               |
| 399649 | 2004 RU100             | 8 de setembre de 2004  | Socorro              | LINEAR               |
| 399650 | 2004 RJ127             | 7 de setembre de 2004  | Kitt Peak            | Spacewatch           |
| 399651 | 2004 RG152             | 10 de setembre de 2004 | Socorro              | LINEAR               |
| 399652 | 2004 RW153             | 10 de setembre de 2004 | Socorro              | LINEAR               |
| 399653 | 2004 RR167             | 7 de setembre de 2004  | Socorro              | LINEAR               |
| 399654 | 2004 RS172             | 9 de setembre de 2004  | Kitt Peak            | Spacewatch           |
| 399655 | 2004 RR175             | 10 de setembre de 2004 | Socorro              | LINEAR               |
| 399656 | 2004 RR177             | 10 de setembre de 2004 | Socorro              | LINEAR               |
| 399657 | 2004 RJ183             | 26 d'agost de 2004     | Catalina             | CSS                  |
| 399658 | 2004 RC185             | 10 de setembre de 2004 | Socorro              | LINEAR               |
| 399659 | 2004 RG188             | 10 de setembre de 2004 | Socorro              | LINEAR               |
| 399660 | 2004 RU188             | 10 de setembre de 2004 | Socorro              | LINEAR               |
| 399661 | 2004 RL198             | 10 de setembre de 2004 | Socorro              | LINEAR               |
| 399662 | 2004 RB205             | 7 de setembre de 2004  | Palomar              | NEAT                 |
| 399663 | 2004 RU208             | 11 de setembre de 2004 | Socorro              | LINEAR               |
| 399664 | 2004 RC236             | 10 de setembre de 2004 | Socorro              | LINEAR               |
| 399665 | 2004 RQ245             | 10 de setembre de 2004 | Kitt Peak            | Spacewatch           |
| 399666 | 2004 RT252             | 14 de setembre de 2004 | Socorro              | LINEAR               |
| 399667 | 2004 RV266             | 11 de setembre de 2004 | Kitt Peak            | Spacewatch           |
| 399668 | 2004 RH336             | 15 de setembre de 2004 | Kitt Peak            | Spacewatch           |
| 399669 | 2004 RE338             | 15 de setembre de 2004 | Kitt Peak            | Spacewatch           |
| 399670 | 2004 RR343             | 14 de setembre de 2004 | Palomar              | NEAT                 |
| 399671 | 2004 SW3               | 17 de setembre de 2004 | Socorro              | LINEAR               |
| 399672 | 2004 SF5               | 14 de setembre de 2004 | Anderson Mesa        | LONEOS               |
| 399673 | 2004 SW19              | 19 de setembre de 2004 | Andrushivka          | Andrushivka          |
| 399674 | 2004 SN25              | 7 de setembre de 2004  | Kitt Peak            | Spacewatch           |
| 399675 | 2004 SO38              | 15 d'agost de 2004     | Siding Spring        | Siding Spring Survey |
| 399676 | 2004 SN42              | 18 de setembre de 2004 | Socorro              | LINEAR               |
| 399677 | 2004 SN44              | 18 de setembre de 2004 | Socorro              | LINEAR               |
| 399678 | 2004 SO54              | 22 de setembre de 2004 | Socorro              | LINEAR               |
| 399679 | 2004 TT17              | 8 d'octubre de 2004    | Kitt Peak            | Spacewatch           |
| 399680 | 2004 TP21              | 4 d'octubre de 2004    | Apache Point         | Apache Point         |
| 399681 | 2004 TR24              | 4 d'octubre de 2004    | Kitt Peak            | Spacewatch           |
| 399682 | 2004 TJ43              | 4 d'octubre de 2004    | Kitt Peak            | Spacewatch           |
| 399683 | 2004 TU48              | 4 d'octubre de 2004    | Kitt Peak            | Spacewatch           |
| 399684 | 2004 TE57              | 5 d'octubre de 2004    | Kitt Peak            | Spacewatch           |
| 399685 | 2004 TH71              | 6 d'octubre de 2004    | Kitt Peak            | Spacewatch           |
| 399686 | 2004 TS72              | 6 d'octubre de 2004    | Kitt Peak            | Spacewatch           |
| 399687 | 2004 TY74              | 6 d'octubre de 2004    | Kitt Peak            | Spacewatch           |
| 399688 | 2004 TM76              | 7 d'octubre de 2004    | Socorro              | LINEAR               |
| 399689 | 2004 TT87              | 5 d'octubre de 2004    | Kitt Peak            | Spacewatch           |
| 399690 | 2004 TN98              | 5 d'octubre de 2004    | Kitt Peak            | Spacewatch           |
| 399691 | 2004 TT98              | 17 de setembre de 2004 | Kitt Peak            | Spacewatch           |
| 399692 | 2004 TW101             | 6 d'octubre de 2004    | Kitt Peak            | Spacewatch           |
| 399693 | 2004 TT102             | 6 d'octubre de 2004    | Palomar              | NEAT                 |
| 399694 | 2004 TL118             | 24 de setembre de 2004 | Socorro              | LINEAR               |
| 399695 | 2004 TP144             | 4 d'octubre de 2004    | Kitt Peak            | Spacewatch           |
| 399696 | 2004 TM148             | 6 d'octubre de 2004    | Kitt Peak            | Spacewatch           |
| 399697 | 2004 TZ148             | 6 d'octubre de 2004    | Kitt Peak            | Spacewatch           |
| 399698 | 2004 TG161             | 6 d'octubre de 2004    | Kitt Peak            | Spacewatch           |
| 399699 | 2004 TH183             | 10 de setembre de 2004 | Kitt Peak            | Spacewatch           |
| 399700 | 2004 TG207             | 7 d'octubre de 2004    | Kitt Peak            | Spacewatch           |

## 399701-399800
| Nom            | Designació provisional | Data de descobriment   | Lloc de descobriment | Descobridor/s        |
| -------------- | ---------------------- | ---------------------- | -------------------- | -------------------- |
| 399701         | 2004 TH236             | 8 d'octubre de 2004    | Kitt Peak            | Spacewatch           |
| 399702         | 2004 TQ253             | 9 d'octubre de 2004    | Kitt Peak            | Spacewatch           |
| 399703         | 2004 TQ277             | 9 d'octubre de 2004    | Kitt Peak            | Spacewatch           |
| 399704         | 2004 TP282             | 7 de setembre de 2004  | Kitt Peak            | Spacewatch           |
| 399705         | 2004 TJ300             | 8 d'octubre de 2004    | Socorro              | LINEAR               |
| 399706         | 2004 TE302             | 9 d'octubre de 2004    | Anderson Mesa        | LONEOS               |
| 399707         | 2004 TR337             | 12 d'octubre de 2004   | Kitt Peak            | Spacewatch           |
| 399708         | 2004 TV360             | 11 d'octubre de 2004   | Kitt Peak            | Spacewatch           |
| 399709         | 2004 TJ367             | 8 d'octubre de 2004    | Kitt Peak            | Spacewatch           |
| 399710         | 2004 TL370             | 7 d'octubre de 2004    | Anderson Mesa        | LONEOS               |
| 399711         | 2004 UH7               | 21 d'octubre de 2004   | Socorro              | LINEAR               |
| 399712         | 2004 VS4               | 3 de novembre de 2004  | Anderson Mesa        | LONEOS               |
| 399713         | 2004 VN18              | 13 d'octubre de 2004   | Kitt Peak            | Spacewatch           |
| 399714         | 2004 VK27              | 5 de novembre de 2004  | Kitt Peak            | Spacewatch           |
| 399715         | 2004 VE36              | 10 d'octubre de 2004   | Kitt Peak            | Spacewatch           |
| 399716         | 2004 VY50              | 4 de novembre de 2004  | Kitt Peak            | Spacewatch           |
| 399717         | 2004 VK60              | 7 d'octubre de 2004    | Kitt Peak            | Spacewatch           |
| 399718         | 2004 VD70              | 13 de novembre de 2004 | Great Shefford       | P. Birtwhistle       |
| 399719         | 2004 VM75              | 3 de novembre de 2004  | Catalina             | CSS                  |
| 399720         | 2004 WU4               | 18 de novembre de 2004 | Campo Imperatore     | CINEOS               |
| 399721         | 2004 WY7               | 19 de novembre de 2004 | Catalina             | CSS                  |
| 399722         | 2004 WH8               | 19 de novembre de 2004 | Catalina             | CSS                  |
| 399723         | 2004 XH7               | 2 de desembre de 2004  | Palomar              | NEAT                 |
| 399724         | 2004 XS56              | 10 de desembre de 2004 | Kitt Peak            | Spacewatch           |
| 399725         | 2004 XX64              | 2 de desembre de 2004  | Socorro              | LINEAR               |
| 399726         | 2004 XL83              | 11 de novembre de 2004 | Kitt Peak            | Spacewatch           |
| 399727         | 2004 XA109             | 12 de desembre de 2004 | Kitt Peak            | Spacewatch           |
| 399728         | 2004 XT124             | 11 de desembre de 2004 | Kitt Peak            | Spacewatch           |
| 399729         | 2004 YH20              | 18 de desembre de 2004 | Mount Lemmon         | Mt. Lemmon Survey    |
| 399730         | 2005 AB3               | 6 de gener de 2005     | Catalina             | CSS                  |
| 399731         | 2005 AC27              | 6 de gener de 2005     | Socorro              | LINEAR               |
| 399732         | 2005 AM36              | 13 de gener de 2005    | Socorro              | LINEAR               |
| 399733         | 2005 BJ10              | 16 de gener de 2005    | Kitt Peak            | Spacewatch           |
| 399734         | 2005 BM28              | 31 de gener de 2005    | Mayhill              | A. Lowe              |
| 399735         | 2005 DD1               | 28 de febrer de 2005   | Socorro              | LINEAR               |
| 399736         | 2005 DA2               | 28 de febrer de 2005   | Goodricke-Pigott     | R. A. Tucker         |
| 399737         | 2005 EL22              | 3 de març de 2005      | Catalina             | CSS                  |
| 399738         | 2005 EH166             | 4 de març de 2005      | Kitt Peak            | Spacewatch           |
| 399739         | 2005 EV187             | 10 de març de 2005     | Mount Lemmon         | Mt. Lemmon Survey    |
| 399740         | 2005 EM211             | 9 de febrer de 2005    | Kitt Peak            | Spacewatch           |
| 399741         | 2005 EB227             | 9 de març de 2005      | Mount Lemmon         | Mt. Lemmon Survey    |
| 399742         | 2005 EV227             | 9 de març de 2005      | Socorro              | LINEAR               |
| 399743         | 2005 ET241             | 2 de març de 2005      | Catalina             | CSS                  |
| 399744         | 2005 EJ325             | 8 de març de 2005      | Mount Lemmon         | Mt. Lemmon Survey    |
| 399745 Ouchaou | 2005 GW9               | 3 d'abril de 2005      | Vicques              | Vicques              |
| 399746         | 2005 GM30              | 10 de març de 2005     | Mount Lemmon         | Mt. Lemmon Survey    |
| 399747         | 2005 GN48              | 5 d'abril de 2005      | Mount Lemmon         | Mt. Lemmon Survey    |
| 399748         | 2005 GH74              | 5 d'abril de 2005      | Anderson Mesa        | LONEOS               |
| 399749         | 2005 GG132             | 10 d'abril de 2005     | Kitt Peak            | Spacewatch           |
| 399750         | 2005 GX133             | 10 d'abril de 2005     | Kitt Peak            | Spacewatch           |
| 399751         | 2005 GR148             | 11 d'abril de 2005     | Kitt Peak            | Spacewatch           |
| 399752         | 2005 GH193             | 10 d'abril de 2005     | Kitt Peak            | M. W. Buie           |
| 399753         | 2005 GM220             | 5 d'abril de 2005      | Anderson Mesa        | LONEOS               |
| 399754         | 2005 HH2               | 17 d'abril de 2005     | Kitt Peak            | Spacewatch           |
| 399755         | 2005 JD8               | 4 de maig de 2005      | Mauna Kea            | C. Veillet           |
| 399756         | 2005 JH21              | 4 de maig de 2005      | Siding Spring        | Siding Spring Survey |
| 399757         | 2005 JE55              | 4 de maig de 2005      | Kitt Peak            | Spacewatch           |
| 399758         | 2005 JO91              | 9 de maig de 2005      | Siding Spring        | Siding Spring Survey |
| 399759         | 2005 JH99              | 9 de maig de 2005      | Kitt Peak            | Spacewatch           |
| 399760         | 2005 JK106             | 11 de maig de 2005     | Catalina             | CSS                  |
| 399761         | 2005 JW117             | 10 de maig de 2005     | Kitt Peak            | Spacewatch           |
| 399762         | 2005 JZ142             | 15 de maig de 2005     | Palomar              | NEAT                 |
| 399763         | 2005 JS157             | 4 de maig de 2005      | Palomar              | NEAT                 |
| 399764         | 2005 JS167             | 12 de maig de 2005     | Campo Imperatore     | CINEOS               |
| 399765         | 2005 JL175             | 1 de maig de 2005      | Kitt Peak            | Spacewatch           |
| 399766         | 2005 LF18              | 6 de juny de 2005      | Kitt Peak            | Spacewatch           |
| 399767         | 2005 MT4               | 17 de juny de 2005     | Mount Lemmon         | Mt. Lemmon Survey    |
| 399768         | 2005 ML5               | 24 de juny de 2005     | Palomar              | NEAT                 |
| 399769         | 2005 MA9               | 28 de juny de 2005     | Kitt Peak            | Spacewatch           |
| 399770         | 2005 MU27              | 29 de juny de 2005     | Kitt Peak            | Spacewatch           |
| 399771         | 2005 ML50              | 30 de juny de 2005     | Kitt Peak            | Spacewatch           |
| 399772         | 2005 ME54              | 27 de juny de 2005     | Palomar              | NEAT                 |
| 399773         | 2005 NV4               | 3 de juliol de 2005    | Mount Lemmon         | Mt. Lemmon Survey    |
| 399774         | 2005 NB7               | 5 de juliol de 2005    | Catalina             | CSS                  |
| 399775         | 2005 NS8               | 1 de juliol de 2005    | Kitt Peak            | Spacewatch           |
| 399776         | 2005 NM26              | 5 de juliol de 2005    | Mount Lemmon         | Mt. Lemmon Survey    |
| 399777         | 2005 NZ28              | 5 de juliol de 2005    | Palomar              | NEAT                 |
| 399778         | 2005 NL32              | 5 de juliol de 2005    | Kitt Peak            | Spacewatch           |
| 399779         | 2005 NM33              | 5 de juliol de 2005    | Kitt Peak            | Spacewatch           |
| 399780         | 2005 NJ34              | 5 de juliol de 2005    | Kitt Peak            | Spacewatch           |
| 399781         | 2005 ND47              | 7 de juliol de 2005    | Kitt Peak            | Spacewatch           |
| 399782         | 2005 NZ54              | 10 de juliol de 2005   | Kitt Peak            | Spacewatch           |
| 399783         | 2005 NO55              | 9 de juliol de 2005    | Reedy Creek          | J. Broughton         |
| 399784         | 2005 NG60              | 9 de juliol de 2005    | Kitt Peak            | Spacewatch           |
| 399785         | 2005 NM63              | 5 de juliol de 2005    | Siding Spring        | R. H. McNaught       |
| 399786         | 2005 OT8               | 29 de juliol de 2005   | Palomar              | NEAT                 |
| 399787         | 2005 OZ16              | 30 de juliol de 2005   | Palomar              | NEAT                 |
| 399788         | 2005 OE23              | 30 de juliol de 2005   | Palomar              | NEAT                 |
| 399789         | 2005 PK7               | 1 d'agost de 2005      | Siding Spring        | Siding Spring Survey |
| 399790         | 2005 PE10              | 4 d'agost de 2005      | Palomar              | NEAT                 |
| 399791         | 2005 QJ41              | 26 d'agost de 2005     | Anderson Mesa        | LONEOS               |
| 399792         | 2005 QE50              | 26 d'agost de 2005     | Palomar              | NEAT                 |
| 399793         | 2005 QK71              | 29 d'agost de 2005     | Socorro              | LINEAR               |
| 399794         | 2005 QG78              | 25 d'agost de 2005     | Palomar              | NEAT                 |
| 399795         | 2005 QY91              | 26 d'agost de 2005     | Anderson Mesa        | LONEOS               |
| 399796         | 2005 QV107             | 27 d'agost de 2005     | Palomar              | NEAT                 |
| 399797         | 2005 QJ110             | 27 d'agost de 2005     | Palomar              | NEAT                 |
| 399798         | 2005 QS130             | 28 d'agost de 2005     | Kitt Peak            | Spacewatch           |
| 399799         | 2005 QV177             | 31 d'agost de 2005     | Palomar              | NEAT                 |
| 399800         | 2005 RQ4               | 5 de setembre de 2005  | Catalina             | CSS                  |

## 399801-399900
| Nom    | Designació provisional | Data de descobriment   | Lloc de descobriment | Descobridor/s     |
| ------ | ---------------------- | ---------------------- | -------------------- | ----------------- |
| 399801 | 2005 RH45              | 14 de setembre de 2005 | Catalina             | CSS               |
| 399802 | 2005 RJ45              | 14 de setembre de 2005 | Catalina             | CSS               |
| 399803 | 2005 SZ3               | 24 de setembre de 2005 | Kitt Peak            | Spacewatch        |
| 399804 | 2005 SR12              | 23 de setembre de 2005 | Catalina             | CSS               |
| 399805 | 2005 SG48              | 24 de setembre de 2005 | Kitt Peak            | Spacewatch        |
| 399806 | 2005 SC54              | 25 de setembre de 2005 | Kitt Peak            | Spacewatch        |
| 399807 | 2005 SM74              | 24 de setembre de 2005 | Kitt Peak            | Spacewatch        |
| 399808 | 2005 ST78              | 24 de setembre de 2005 | Kitt Peak            | Spacewatch        |
| 399809 | 2005 SN79              | 24 de setembre de 2005 | Kitt Peak            | Spacewatch        |
| 399810 | 2005 SY81              | 14 de setembre de 2005 | Kitt Peak            | Spacewatch        |
| 399811 | 2005 SZ86              | 24 de setembre de 2005 | Kitt Peak            | Spacewatch        |
| 399812 | 2005 SB108             | 26 de setembre de 2005 | Kitt Peak            | Spacewatch        |
| 399813 | 2005 ST118             | 31 d'agost de 2005     | Anderson Mesa        | LONEOS            |
| 399814 | 2005 SE133             | 29 de setembre de 2005 | Kitt Peak            | Spacewatch        |
| 399815 | 2005 SF170             | 29 de setembre de 2005 | Anderson Mesa        | LONEOS            |
| 399816 | 2005 SN180             | 29 de setembre de 2005 | Mount Lemmon         | Mt. Lemmon Survey |
| 399817 | 2005 SF202             | 30 de setembre de 2005 | Palomar              | NEAT              |
| 399818 | 2005 SR204             | 30 de setembre de 2005 | Palomar              | NEAT              |
| 399819 | 2005 SW253             | 22 de setembre de 2005 | Palomar              | NEAT              |
| 399820 | 2005 SV275             | 29 de setembre de 2005 | Kitt Peak            | Spacewatch        |
| 399821 | 2005 ST278             | 30 de setembre de 2005 | Catalina             | CSS               |
| 399822 | 2005 SV288             | 27 de setembre de 2005 | Apache Point         | A. C. Becker      |
| 399823 | 2005 SR292             | 30 de setembre de 2005 | Mount Lemmon         | Mt. Lemmon Survey |
| 399824 | 2005 TR7               | 1 d'octubre de 2005    | Kitt Peak            | Spacewatch        |
| 399825 | 2005 TJ8               | 1 d'octubre de 2005    | Kitt Peak            | Spacewatch        |
| 399826 | 2005 TN34              | 1 d'octubre de 2005    | Kitt Peak            | Spacewatch        |
| 399827 | 2005 TV83              | 3 d'octubre de 2005    | Kitt Peak            | Spacewatch        |
| 399828 | 2005 TE94              | 6 d'octubre de 2005    | Kitt Peak            | Spacewatch        |
| 399829 | 2005 TN96              | 6 d'octubre de 2005    | Mount Lemmon         | Mt. Lemmon Survey |
| 399830 | 2005 TV106             | 4 d'octubre de 2005    | Mount Lemmon         | Mt. Lemmon Survey |
| 399831 | 2005 TF120             | 7 d'octubre de 2005    | Kitt Peak            | Spacewatch        |
| 399832 | 2005 TD126             | 7 d'octubre de 2005    | Kitt Peak            | Spacewatch        |
| 399833 | 2005 TP141             | 8 d'octubre de 2005    | Kitt Peak            | Spacewatch        |
| 399834 | 2005 TB143             | 8 d'octubre de 2005    | Kitt Peak            | Spacewatch        |
| 399835 | 2005 TM161             | 9 d'octubre de 2005    | Kitt Peak            | Spacewatch        |
| 399836 | 2005 TU165             | 9 d'octubre de 2005    | Kitt Peak            | Spacewatch        |
| 399837 | 2005 UT8               | 31 d'agost de 2005     | Campo Imperatore     | CINEOS            |
| 399838 | 2005 UO14              | 22 d'octubre de 2005   | Kitt Peak            | Spacewatch        |
| 399839 | 2005 UT29              | 23 d'octubre de 2005   | Catalina             | CSS               |
| 399840 | 2005 UZ32              | 24 d'octubre de 2005   | Kitt Peak            | Spacewatch        |
| 399841 | 2005 UK71              | 30 de setembre de 2005 | Catalina             | CSS               |
| 399842 | 2005 UT82              | 22 d'octubre de 2005   | Kitt Peak            | Spacewatch        |
| 399843 | 2005 UG85              | 22 d'octubre de 2005   | Kitt Peak            | Spacewatch        |
| 399844 | 2005 UD93              | 22 d'octubre de 2005   | Kitt Peak            | Spacewatch        |
| 399845 | 2005 UW100             | 22 d'octubre de 2005   | Kitt Peak            | Spacewatch        |
| 399846 | 2005 UL114             | 22 d'octubre de 2005   | Catalina             | CSS               |
| 399847 | 2005 UV121             | 24 d'octubre de 2005   | Kitt Peak            | Spacewatch        |
| 399848 | 2005 UH127             | 24 d'octubre de 2005   | Kitt Peak            | Spacewatch        |
| 399849 | 2005 UB142             | 25 d'octubre de 2005   | Catalina             | CSS               |
| 399850 | 2005 UW168             | 24 d'octubre de 2005   | Kitt Peak            | Spacewatch        |
| 399851 | 2005 UD175             | 24 d'octubre de 2005   | Kitt Peak            | Spacewatch        |
| 399852 | 2005 UL183             | 25 d'octubre de 2005   | Kitt Peak            | Spacewatch        |
| 399853 | 2005 UA269             | 1 d'octubre de 2005    | Kitt Peak            | Spacewatch        |
| 399854 | 2005 UJ269             | 1 d'octubre de 2005    | Mount Lemmon         | Mt. Lemmon Survey |
| 399855 | 2005 UQ287             | 26 d'octubre de 2005   | Kitt Peak            | Spacewatch        |
| 399856 | 2005 UC289             | 26 d'octubre de 2005   | Kitt Peak            | Spacewatch        |
| 399857 | 2005 UZ292             | 26 d'octubre de 2005   | Kitt Peak            | Spacewatch        |
| 399858 | 2005 UC294             | 26 d'octubre de 2005   | Kitt Peak            | Spacewatch        |
| 399859 | 2005 UY300             | 26 d'octubre de 2005   | Kitt Peak            | Spacewatch        |
| 399860 | 2005 UO325             | 12 d'octubre de 2005   | Kitt Peak            | Spacewatch        |
| 399861 | 2005 UB363             | 27 d'octubre de 2005   | Mount Lemmon         | Mt. Lemmon Survey |
| 399862 | 2005 UZ385             | 29 d'octubre de 2005   | Mount Lemmon         | Mt. Lemmon Survey |
| 399863 | 2005 UL397             | 28 d'octubre de 2005   | Socorro              | LINEAR            |
| 399864 | 2005 UH413             | 31 d'octubre de 2005   | Mount Lemmon         | Mt. Lemmon Survey |
| 399865 | 2005 UV413             | 26 de març de 2003     | Kitt Peak            | Spacewatch        |
| 399866 | 2005 UR424             | 28 d'octubre de 2005   | Kitt Peak            | Spacewatch        |
| 399867 | 2005 UA426             | 28 d'octubre de 2005   | Kitt Peak            | Spacewatch        |
| 399868 | 2005 UG428             | 28 d'octubre de 2005   | Kitt Peak            | Spacewatch        |
| 399869 | 2005 UQ463             | 30 d'octubre de 2005   | Kitt Peak            | Spacewatch        |
| 399870 | 2005 UN498             | 7 d'octubre de 2005    | Anderson Mesa        | LONEOS            |
| 399871 | 2005 UZ499             | 5 d'octubre de 2005    | Catalina             | CSS               |
| 399872 | 2005 UL501             | 27 d'octubre de 2005   | Catalina             | CSS               |
| 399873 | 2005 UL520             | 26 d'octubre de 2005   | Apache Point         | A. C. Becker      |
| 399874 | 2005 VH28              | 4 de novembre de 2005  | Socorro              | LINEAR            |
| 399875 | 2005 VM43              | 30 de setembre de 2005 | Mount Lemmon         | Mt. Lemmon Survey |
| 399876 | 2005 VC46              | 4 de novembre de 2005  | Kitt Peak            | Spacewatch        |
| 399877 | 2005 VD102             | 1 de novembre de 2005  | Anderson Mesa        | LONEOS            |
| 399878 | 2005 VV106             | 5 de novembre de 2005  | Kitt Peak            | Spacewatch        |
| 399879 | 2005 VD108             | 6 de novembre de 2005  | Kitt Peak            | Spacewatch        |
| 399880 | 2005 VT115             | 11 de novembre de 2005 | Kitt Peak            | Spacewatch        |
| 399881 | 2005 VY133             | 1 de novembre de 2005  | Apache Point         | A. C. Becker      |
| 399882 | 2005 WR4               | 20 de novembre de 2005 | Catalina             | CSS               |
| 399883 | 2005 WJ18              | 22 de novembre de 2005 | Kitt Peak            | Spacewatch        |
| 399884 | 2005 WN21              | 21 de novembre de 2005 | Kitt Peak            | Spacewatch        |
| 399885 | 2005 WY21              | 12 de novembre de 2005 | Kitt Peak            | Spacewatch        |
| 399886 | 2005 WK24              | 21 de novembre de 2005 | Kitt Peak            | Spacewatch        |
| 399887 | 2005 WB38              | 22 de novembre de 2005 | Kitt Peak            | Spacewatch        |
| 399888 | 2005 WQ40              | 25 de novembre de 2005 | Mount Lemmon         | Mt. Lemmon Survey |
| 399889 | 2005 WR48              | 25 de novembre de 2005 | Kitt Peak            | Spacewatch        |
| 399890 | 2005 WN51              | 25 de novembre de 2005 | Kitt Peak            | Spacewatch        |
| 399891 | 2005 WX55              | 28 de novembre de 2005 | Socorro              | LINEAR            |
| 399892 | 2005 WS75              | 25 de novembre de 2005 | Kitt Peak            | Spacewatch        |
| 399893 | 2005 WB78              | 25 de novembre de 2005 | Kitt Peak            | Spacewatch        |
| 399894 | 2005 WA83              | 4 de novembre de 2005  | Kitt Peak            | Spacewatch        |
| 399895 | 2005 WH86              | 28 de novembre de 2005 | Mount Lemmon         | Mt. Lemmon Survey |
| 399896 | 2005 WH103             | 3 de novembre de 2005  | Catalina             | CSS               |
| 399897 | 2005 WL136             | 26 de novembre de 2005 | Mount Lemmon         | Mt. Lemmon Survey |
| 399898 | 2005 WA141             | 26 de novembre de 2005 | Mount Lemmon         | Mt. Lemmon Survey |
| 399899 | 2005 WH147             | 25 de novembre de 2005 | Catalina             | CSS               |
| 399900 | 2005 WV152             | 6 de novembre de 2005  | Mount Lemmon         | Mt. Lemmon Survey |

## 399901-400000
| Nom    | Designació provisional | Data de descobriment   | Lloc de descobriment | Descobridor/s     |
| ------ | ---------------------- | ---------------------- | -------------------- | ----------------- |
| 399901 | 2005 WT162             | 28 de novembre de 2005 | Mount Lemmon         | Mt. Lemmon Survey |
| 399902 | 2005 WP182             | 26 de novembre de 2005 | Socorro              | LINEAR            |
| 399903 | 2005 WH185             | 29 de novembre de 2005 | Socorro              | LINEAR            |
| 399904 | 2005 WH202             | 30 de novembre de 2005 | Kitt Peak            | Spacewatch        |
| 399905 | 2005 XA1               | 4 de desembre de 2005  | Mayhill              | A. Lowe           |
| 399906 | 2005 XR5               | 1 de desembre de 2005  | Socorro              | LINEAR            |
| 399907 | 2005 XY24              | 7 d'octubre de 2005    | Kitt Peak            | Spacewatch        |
| 399908 | 2005 XL25              | 4 de desembre de 2005  | Socorro              | LINEAR            |
| 399909 | 2005 XR32              | 4 de desembre de 2005  | Kitt Peak            | Spacewatch        |
| 399910 | 2005 XL37              | 4 de desembre de 2005  | Kitt Peak            | Spacewatch        |
| 399911 | 2005 XU62              | 5 de desembre de 2005  | Mount Lemmon         | Mt. Lemmon Survey |
| 399912 | 2005 XG75              | 6 de desembre de 2005  | Kitt Peak            | Spacewatch        |
| 399913 | 2005 XA76              | 7 de desembre de 2005  | Kitt Peak            | Spacewatch        |
| 399914 | 2005 XP82              | 10 de desembre de 2005 | Kitt Peak            | Spacewatch        |
| 399915 | 2005 YB2               | 24 de novembre de 2000 | Kitt Peak            | Spacewatch        |
| 399916 | 2005 YW7               | 22 de desembre de 2005 | Catalina             | CSS               |
| 399917 | 2005 YX14              | 22 de desembre de 2005 | Kitt Peak            | Spacewatch        |
| 399918 | 2005 YL16              | 22 de desembre de 2005 | Kitt Peak            | Spacewatch        |
| 399919 | 2005 YT27              | 22 de desembre de 2005 | Kitt Peak            | Spacewatch        |
| 399920 | 2005 YJ38              | 2 de desembre de 2005  | Catalina             | CSS               |
| 399921 | 2005 YN47              | 26 de desembre de 2005 | Kitt Peak            | Spacewatch        |
| 399922 | 2005 YE60              | 22 de desembre de 2005 | Kitt Peak            | Spacewatch        |
| 399923 | 2005 YU75              | 24 de desembre de 2005 | Kitt Peak            | Spacewatch        |
| 399924 | 2005 YO77              | 24 de desembre de 2005 | Kitt Peak            | Spacewatch        |
| 399925 | 2005 YR87              | 25 de desembre de 2005 | Mount Lemmon         | Mt. Lemmon Survey |
| 399926 | 2005 YJ110             | 25 de desembre de 2005 | Kitt Peak            | Spacewatch        |
| 399927 | 2005 YP131             | 25 de desembre de 2005 | Mount Lemmon         | Mt. Lemmon Survey |
| 399928 | 2005 YU131             | 5 de desembre de 2005  | Mount Lemmon         | Mt. Lemmon Survey |
| 399929 | 2005 YW141             | 28 de desembre de 2005 | Mount Lemmon         | Mt. Lemmon Survey |
| 399930 | 2005 YQ144             | 28 de desembre de 2005 | Mount Lemmon         | Mt. Lemmon Survey |
| 399931 | 2005 YU161             | 27 de desembre de 2005 | Kitt Peak            | Spacewatch        |
| 399932 | 2005 YA168             | 28 de desembre de 2005 | Kitt Peak            | Spacewatch        |
| 399933 | 2005 YP177             | 25 de desembre de 2005 | Kitt Peak            | Spacewatch        |
| 399934 | 2005 YY178             | 25 de desembre de 2005 | Mount Lemmon         | Mt. Lemmon Survey |
| 399935 | 2005 YG189             | 29 de desembre de 2005 | Kitt Peak            | Spacewatch        |
| 399936 | 2005 YU202             | 28 d'octubre de 2005   | Mount Lemmon         | Mt. Lemmon Survey |
| 399937 | 2005 YD251             | 28 de desembre de 2005 | Kitt Peak            | Spacewatch        |
| 399938 | 2005 YL253             | 29 de desembre de 2005 | Kitt Peak            | Spacewatch        |
| 399939 | 2005 YR270             | 27 de desembre de 2005 | Mount Lemmon         | Mt. Lemmon Survey |
| 399940 | 2005 YH272             | 29 de desembre de 2005 | Kitt Peak            | Spacewatch        |
| 399941 | 2005 YG275             | 30 d'octubre de 2005   | Mount Lemmon         | Mt. Lemmon Survey |
| 399942 | 2005 YZ278             | 25 de desembre de 2005 | Mount Lemmon         | Mt. Lemmon Survey |
| 399943 | 2006 AP12              | 4 de gener de 2006     | Kitt Peak            | Spacewatch        |
| 399944 | 2006 AS16              | 5 de gener de 2006     | Socorro              | LINEAR            |
| 399945 | 2006 AS23              | 4 de gener de 2006     | Kitt Peak            | Spacewatch        |
| 399946 | 2006 AT25              | 28 de desembre de 2005 | Mount Lemmon         | Mt. Lemmon Survey |
| 399947 | 2006 AT34              | 4 de gener de 2006     | Kitt Peak            | Spacewatch        |
| 399948 | 2006 AD36              | 4 de gener de 2006     | Kitt Peak            | Spacewatch        |
| 399949 | 2006 AM39              | 2 de desembre de 2005  | Mount Lemmon         | Mt. Lemmon Survey |
| 399950 | 2006 AA43              | 6 de gener de 2006     | Kitt Peak            | Spacewatch        |
| 399951 | 2006 AB46              | 2 de desembre de 2005  | Mount Lemmon         | Mt. Lemmon Survey |
| 399952 | 2006 AR58              | 26 de desembre de 2005 | Kitt Peak            | Spacewatch        |
| 399953 | 2006 AT69              | 6 de gener de 2006     | Kitt Peak            | Spacewatch        |
| 399954 | 2006 AT78              | 4 de gener de 2006     | Kitt Peak            | Spacewatch        |
| 399955 | 2006 AU94              | 8 de gener de 2006     | Kitt Peak            | Spacewatch        |
| 399956 | 2006 AZ95              | 27 de desembre de 2005 | Mount Lemmon         | Mt. Lemmon Survey |
| 399957 | 2006 AQ104             | 5 de gener de 2006     | Kitt Peak            | Spacewatch        |
| 399958 | 2006 BR4               | 21 de gener de 2006    | Kitt Peak            | Spacewatch        |
| 399959 | 2006 BK21              | 22 de gener de 2006    | Mount Lemmon         | Mt. Lemmon Survey |
| 399960 | 2006 BZ35              | 23 de gener de 2006    | Kitt Peak            | Spacewatch        |
| 399961 | 2006 BR47              | 6 de desembre de 2005  | Kitt Peak            | Spacewatch        |
| 399962 | 2006 BZ52              | 25 de gener de 2006    | Kitt Peak            | Spacewatch        |
| 399963 | 2006 BG63              | 22 de gener de 2006    | Catalina             | CSS               |
| 399964 | 2006 BW70              | 23 de gener de 2006    | Kitt Peak            | Spacewatch        |
| 399965 | 2006 BD81              | 23 de gener de 2006    | Kitt Peak            | Spacewatch        |
| 399966 | 2006 BZ81              | 23 de gener de 2006    | Kitt Peak            | Spacewatch        |
| 399967 | 2006 BJ89              | 7 de gener de 2006     | Mount Lemmon         | Mt. Lemmon Survey |
| 399968 | 2006 BT94              | 26 de gener de 2006    | Kitt Peak            | Spacewatch        |
| 399969 | 2006 BV107             | 25 de gener de 2006    | Kitt Peak            | Spacewatch        |
| 399970 | 2006 BS116             | 26 de gener de 2006    | Kitt Peak            | Spacewatch        |
| 399971 | 2006 BU121             | 26 de gener de 2006    | Mount Lemmon         | Mt. Lemmon Survey |
| 399972 | 2006 BN124             | 26 de gener de 2006    | Kitt Peak            | Spacewatch        |
| 399973 | 2006 BU130             | 26 de gener de 2006    | Kitt Peak            | Spacewatch        |
| 399974 | 2006 BS151             | 25 de gener de 2006    | Kitt Peak            | Spacewatch        |
| 399975 | 2006 BO158             | 25 de gener de 2006    | Kitt Peak            | Spacewatch        |
| 399976 | 2006 BM174             | 27 de gener de 2006    | Kitt Peak            | Spacewatch        |
| 399977 | 2006 BA180             | 27 de gener de 2006    | Mount Lemmon         | Mt. Lemmon Survey |
| 399978 | 2006 BG180             | 27 de gener de 2006    | Mount Lemmon         | Mt. Lemmon Survey |
| 399979 | 2006 BS198             | 30 de gener de 2006    | Catalina             | CSS               |
| 399980 | 2006 BC213             | 30 de gener de 2006    | Bergisch Gladbac     | W. Bickel         |
| 399981 | 2006 BC233             | 31 de gener de 2006    | Kitt Peak            | Spacewatch        |
| 399982 | 2006 BW235             | 23 de gener de 2006    | Kitt Peak            | Spacewatch        |
| 399983 | 2006 BP237             | 5 de desembre de 2005  | Mount Lemmon         | Mt. Lemmon Survey |
| 399984 | 2006 BU263             | 31 de gener de 2006    | Kitt Peak            | Spacewatch        |
| 399985 | 2006 BW265             | 31 de gener de 2006    | Kitt Peak            | Spacewatch        |
| 399986 | 2006 BY276             | 26 de gener de 2006    | Mount Lemmon         | Mt. Lemmon Survey |
| 399987 | 2006 BE278             | 26 de gener de 2006    | Kitt Peak            | Spacewatch        |
| 399988 | 2006 CK13              | 21 de gener de 2006    | Mount Lemmon         | Mt. Lemmon Survey |
| 399989 | 2006 CN27              | 2 de febrer de 2006    | Kitt Peak            | Spacewatch        |
| 399990 | 2006 CJ35              | 2 de febrer de 2006    | Mount Lemmon         | Mt. Lemmon Survey |
| 399991 | 2006 CY50              | 4 de febrer de 2006    | Kitt Peak            | Spacewatch        |
| 399992 | 2006 DG12              | 31 de gener de 2006    | Kitt Peak            | Spacewatch        |
| 399993 | 2006 DV14              | 23 de febrer de 2006   | Mount Lemmon         | Mt. Lemmon Survey |
| 399994 | 2006 DB15              | 20 de febrer de 2006   | Kitt Peak            | Spacewatch        |
| 399995 | 2006 DE22              | 2 de febrer de 2006    | Mount Lemmon         | Mt. Lemmon Survey |
| 399996 | 2006 DS35              | 20 de febrer de 2006   | Kitt Peak            | Spacewatch        |
| 399997 | 2006 DA45              | 20 de febrer de 2006   | Kitt Peak            | Spacewatch        |
| 399998 | 2006 DP142             | 25 de febrer de 2006   | Kitt Peak            | Spacewatch        |
| 399999 | 2006 DG161             | 27 de febrer de 2006   | Kitt Peak            | Spacewatch        |
| 400000 | 2006 DK190             | 27 de febrer de 2006   | Kitt Peak            | Spacewatch        |